# Hàn lâm viện

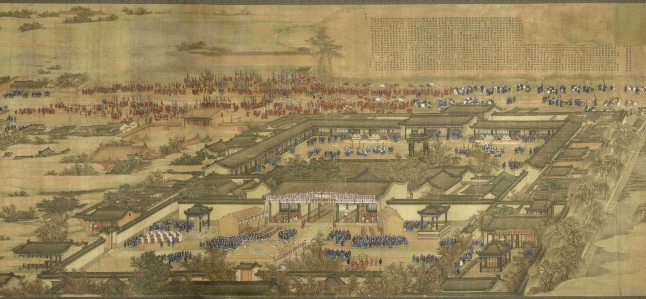
Toàn cảnh Hàn Lâm viện thời Khang Hi.

Bài viết này nói về một cơ quan trong nhà nước phong kiến Á Đông thời xưa. Để tìm hiểu về các cơ quan học thuật nghiên cứu thời hiện đại cũng được gọi là "Viện hàn lâm", xem bài Học viện.
Hàn lâm viện (翰林院, Hànlínyuàn) là một tổ chức trong các triều đại quân chủ Á Đông xưa gồm các học sĩ uyên thâm Nho học, văn hay chữ tốt, chuyên trách việc soạn thảo văn kiện triều đình như chiếu, chỉ, sắc, dụ, chế.
Quan viên của Hàn lâm viện cũng là nguồn nhân lực cung cấp cho Quốc sử quán trong việc biên soạn quốc sử, thực lục, điển lễ. Ngoài ra, Hàn lâm viện cùng với các cơ quan học thuật khác đảm nhiệm trọng trách nghiên cứu, giảng dạy kinh truyện, phụ trách việc khoa cử, thị tùng văn học, và khi cần, đảm nhận trách nhiệm Khâm sai. Hàn lâm viện và Quốc tử giám (tức trung tâm giáo dục giữ trọng trách đào tạo nhân tài cho quốc gia) là hai cơ quan học thuật rất được trọng vọng trong quan chế triều đình xưa.

## Tên gọi

### Hàn lâm
Theo sách Dật Châu Thư, quyển sách ghi chép biên niên sử triều Tây Chu Trung Hoa, Hàn nguyên là danh từ Đại Hàn, được dùng để chỉ về một giống gà thần Thiên Kê có lông đỏ 5 màu do người Thục cống nạp cho Chu Thành Vương. Về sau, danh từ Hàn còn có nghĩa là lông chim dài và cứng, tức bút viết vì thời xưa bút viết được làm từ những lông chim dài và cứng. Danh từ Lâm nghĩa là rừng. Hàn Lâm (翰林) nghĩa đen là rừng bút với nghĩa bóng chỉ văn đàn, học thuật. Hàn lâm viện có ý nghĩa là viện học thuật, nơi văn đàn mà các học sĩ tụ họp.
Hàn lâm viện còn được biết đến với tên là Ngọc Đường hoặc Ngọc Đường viện do từ tích vua Tống Thái Tông (976-978) viết bốn chữ màu trắng là Ngọc Đường chi thự (玉堂之署, Jade Hall Office) trên tấm lụa hồng ban tứ cho Hàn lâm học sĩ Tô Dịch Giản.

### Tên chức Hàn lâm hay Hàn lâm viện
Trong các bài viết hoặc sách vở, khi viết về một vị quan Hàn lâm, chức thường được viết tắt là Hàn lâm + tên chức vụ như Hàn lâm học sĩ (翰林學士) hoặc Hàn lâm thị độc (翰林侍讀) dùng trong câu như "quan Hàn lâm học sĩ, quan Hàn lâm thị độc, hoặc quan Hàn lâm hiệu lý".
Thời Minh, khi các Trực học sĩ viện tại các học viện khác được bổ vào Hàn lâm viện, chức Trực học sĩ được đổi thành chức Trực học sĩ viện (直學士院, Auxiliary Hanlin Academician).
Nhưng trong sách sử Việt, ngoại trừ một vài trường hợp viết như trên, phần lớn chức trong Hàn lâm viện đều được viết với tên đầy đủ là Hàn lâm viện + tên chức vụ ví dụ Hàn lâm viện học sĩ (翰林院學士) hoặc Hàn lâm viện kiểm thảo (翰林院檢討), ví dụ Hàn lâm viện Biên tu Phan Huy Chú. Vì vậy, trong tiếng Việt văn nói, ta có thể viết hoặc nói "quan Hàn lâm Biên tu Phan Huy Chú", nhưng trong văn viết, nhất là khi viết về sử Việt từ thời Hồng Đức trở về sau, cần viết cùng chữ viện, như dùng trong câu "Phan Huy Chú được phong chức Hàn lâm viện biên tu" hoặc "quan Hàn lâm viện Biên tu là Phan Huy Chú...".
Ngoài ra, trong sách báo, đôi khi danh từ "Hàn lâm học sĩ" được dùng để chỉ chung tất cả các quan viên đương hoặc trước đây được sung vào Hàn lâm viện. Việc này có thể gây khó khăn trong việc nghiên cứu, tìm hiểu vì danh từ Hàn lâm học sĩ còn là một chức đã tồn tại, rồi lại bị bãi bỏ, rồi lại được phục hồi trong các triều đại Việt Nam. Ví dụ như trong câu "...có bề tôi cũ của họ Mạc là Hàn lâm học sĩ Nguyễn Thì Dự" có thể gây ngộ nhận Nguyễn Thì Dự được bổ chức Hàn lâm học sĩ thời Mạc nhưng thời này Hàn lâm viện mô phỏng biên chế thời Hồng Đức, nên không có chức vị Hàn lâm học sĩ. Vì vậy, khi nghiên cứu về thời Mạc, câu văn trên có thể dẫn đến ngộ nhận đây là câu văn chứng minh thời Mạc đặt chức Hàn lâm học sĩ, khác với thời Hồng Đức về sau. Để tránh sự ngộ nhận, nếu viết để đại khái cho độc giả biết vị quan đương hoặc trước đây được sung vào Hàn lâm viện mà không biết rõ là chức gì, cần tránh dùng danh từ Hàn lâm học sĩ như trên, mà nên dùng câu ví dụ như "có bề tôi cũ của họ Mạc là thuộc viên Hàn lâm viện Nguyễn Thì Dự", hoặc nếu biết rõ tên chức "có bề tôi cũ của họ Mạc là Hàn lâm viện thị độc Nguyễn Thì Dự ", hoặc nếu chỉ chung các vị học sĩ thuộc Hàn lâm viện, dùng "...là các quan học sĩ thuộc Hàn lâm viện", tránh dùng "...là các Hàn lâm học sĩ thời..." để tránh việc ngộ nhận sau này khi bài viết, sách báo được dùng để tham khảo. Dùng Hàn lâm học sĩ như một danh từ thậm xưng để độc giả hiểu vị quan ấy là học sĩ thì không cần thiết vì Hàn lâm viện vốn đã là chốn văn đàn của các học sĩ.

## Ngộ nhận

### Ngộ nhận về Hàn Lâm
Ngày nay, khi nói hoặc viết về danh từ Hàn lâm tại các triều đại quân chủ Á Đông xưa, Hàn lâm thường được hiểu là một danh từ dùng để chỉ Hàn lâm viện tức nhóm văn đàn trong triều đình gồm các quan Hàn lâm học sĩ là những vị quan văn hay chữ tốt, uyên thâm kinh truyện, chuyên soạn thảo văn kiện triều đình. Tuy vậy, trong rất nhiều những bài viết, sách, hoặc thảo luận hiện thời, Hàn lâm còn được biết đến là danh từ để chỉ những chức quan tầm thường, như hầu trà, bói toán, y sĩ, v.v. Đây là một ngộ nhận.
Thật ra, từ khi bắt đầu được dùng vào những năm 700 thời Đường, danh từ Hàn lâm thường được hiểu là một danh từ dùng để chỉ các chức vụ, cơ quan với ý nghĩa là các thuộc viên hoặc người giữ chức Hàn lâm có trình độ cao hoặc có tay nghề chuyên môn uyên thâm, dù các chuyên môn này có thể không liên quan đến văn học, nghệ thuật, kinh truyện. Vì lý do trên mà tên Hàn lâm còn được gắn trước các chức không thuộc văn học như Hàn lâm y khoa viện (翰林醫官院, Medical Institute). Năm Khai Nguyên 26 (738), vua Đường Huyền Tông lệnh đặt Hàn lâm viện với các Hàn lâm học sĩ để phân biệt với các hạng Hàn lâm hoặc học sĩ khác. Hàn lâm học sĩ là các vị học sĩ văn hay chữ tốt, uyên thâm kinh truyện, chuyên soạn thảo văn kiện triều đình, không liên quan đến các chuyên ngành khác như y dược, bói toán, binh bị, v.v. Danh từ Hàn lâm với ý nghĩa uyên thâm kinh sách, văn hay chữ tốt thường được hiểu ngày nay là chức Hàn lâm học sĩ này.
Ngoài ra, thời Tống, Hàn lâm viện còn được biết là cơ quan chuyên trách các thú vui tao nhã triều đình (xem thêm tại mục Lịch sử - thời Tống). Việc này đã gây nên ngộ nhận Hàn lâm không còn là nơi văn đàn với các Hàn lâm học sĩ uyên thâm. Đây lại là một ngộ nhận khác. Thời Tống, Hàn lâm viện (翰林院, Artisans Institute) thuộc Nội sử sảnh (內侍省, Department of Service) không liên quan đến Hàn lâm viện (翰林院, Hanlin Academy) thuộc Học sĩ viện (學士院, Institute of Academicians). Các vị Hàn lâm học sĩ thời Tống thuộc về Hàn lâm viện (翰林院, Hanlin Academy) thứ 2 này.

### Ngộ nhận về Học Sĩ
Trái lại với ngộ nhận về Hàn Lâm, danh từ Học sĩ lại được hiểu là danh từ chỉ giới hạn trong Hàn lâm viện. Đây là một ngộ nhận. Học sĩ nguyên là danh từ đã được đặt thời Chiến Quốc, khi nước Tề triệu tập các học giả giảng dạy học trò, thảo luận học thuật, tham gia chính sự. Thời Ngụy Tấn, triều đình triệu tập những quan có học vấn cao để định chế điển lễ, biên soạn quốc sự, thực lục, gọi chung là Học sĩ. Năm Khai Nguyên 26 (738), vua Đường Huyền Tông lệnh đặt Học sĩ viện để điều hành các quan học sĩ, nhưng đồng thời, lập riêng Hàn lâm viện là tổ chức gồm các học sĩ thật uyên thâm trong triều đình, chuyên soạn thảo các văn kiện quan trọng, khác với các chức học sĩ khác do Học sĩ viện điều hành. Vì vậy, danh từ Học sĩ bao gồm cả Hàn lâm học sĩ tại Hàn lâm viện lẫn các chức học sĩ khác như Tường chính học sĩ (詳正學士, Academician Editor) tại Hoằng văn quán (弘文館, Institute for the Advancement of Literature). Tất cả các chức học sĩ đều liên quan đến việc soạn thảo văn kiện triều đình và có các cấp bậc khác nhau. Riêng Hàn lâm học sĩ chuyên trách việc soạn thảo văn kiện quan trọng trong triều đình. Hàn lâm học sĩ là một chức vụ chưởng quan như thời Minh, Thanh hoặc là nhóm học sĩ đứng đầu Hàn lâm viện với các thuộc quan Trực học sĩ, Thị độc học sĩ, Thị giảng học sĩ, Thị thư học sĩ, Tu soạn, Biên soạn, v.v. Các học sĩ khác ngoài Hàn lâm học sĩ được sử dụng trong Trung thư sảnh (中書省, Secretariat), Tập hiền viện (集賢院, Academy of Scholarly Worthies), Chiêu văn quán (昭文館, Institute for the Glorification of Literature) hoặc các bộ như Binh bộ phụ trách việc soạn thảo văn thư.
Tại các triều đại Trung Hoa, trong quan chế Hàn lâm viện, Học sĩ là một hàm cao quý nên một chức được gắn hàm Học sĩ cao quý hơn chức không được gắn hàm này và có thể có phẩm trật cao hơn. Ví dụ, chứcThị độc học sĩ (侍讀學士, Academician Reader-in-waiting) là chức cao quý hơn Thị độc (翰林, Reader-in-waiting). Tại các triều đại Việt Nam, trước thời Hồng Đức, việc phong hàm Học sĩ được áp dụng tương tự như tại Trung Quốc. Từ thời Hồng Đức (1470) đến thời Nguyễn Minh Mạng (1820), chức Học sĩ được bãi bỏ như Hàn lâm học sĩ thừa chỉ được đổi thành Hàn lâm thừa chỉ, mặc dù vẫn thấy trong sử Việt có 1 lần nhắc đến chức này thời chúa Trịnh

## Hàn lâm viện xưa và nay
Tại các triều đại quân chủ Á Đông xưa, với Nho giáo là rường cột trong thể chế chính trị quốc gia, Hàn lâm viện là chốn văn đàn tượng trưng cho tinh hoa Nho học toàn quốc. Vì vậy, Hàn lâm viện tại các triều đại này là một tổ chức Nho học với các quan Hàn lâm uyên thâm kinh truyện, Tứ thư, văn hay chữ tốt chuyên trách việc soạn thảo văn kiện triều đình, phụ trách việc biên soạn quốc sử, thực lục, điển lễ, giảng dạy kinh sử cho vua, hoàng tử và triều đình, là mẫu quan viên mà mọi tầng lớp trong xã hội xưa đều trọng vọng. Các lãnh vực khác như thiên văn, y tế, khoa học, kỹ thuật thường do các viện hoặc các cơ quan chuyên môn khác chuyên trách.
Ngày nay, cùng với việc Nho giáo không còn là rường cột tại các quốc gia Á Đông và với các thể chế chính trị, giáo dục khác nhau, Hàn lâm viện không còn là nơi chuyên trách việc soạn thảo văn thư, biên soạn quốc sử. Danh từ Hàn lâm ngày nay còn được dùng để chỉ các hiệp hội khoa học, có thể bao gồm hoặc không bao gồm văn học như Viện Hàn lâm Khoa học Quốc gia Hoa Kỳ, Viện Hàn lâm Khoa học Nga, Viện Hàn lâm Khoa học Xã hội Việt Nam, Viện Hàn lâm Khoa học và Công nghệ Việt Nam, hoặc các viện như viện Hàn lâm Pháp với một trong các chuyên trách của viện là chuẩn hóa ngôn ngữ Pháp, làm cho tiếng Pháp trong sáng và dễ hiểu đến mọi tầng lớp.

## Danh từ Viện Sĩ tại Việt Nam
Tại các triều đại Việt Nam xưa, các quan Hàn lâm thường được gọi bằng các chức tước mà họ được bổ như quan Hàn lâm học sĩ, quan Hàn lâm thị độc học sĩ, quan Hàn lâm thị giảng học sĩ. Ít hoặc chưa thấy có sách báo hoặc trang mạng nào dùng danh từ Viện sĩ cho các quan Hàn lâm xưa. Thường, các sách báo, trang mạng viết Nguyễn Trãi, quan Hàn lâm học sĩ thừa chỉ thời Lê, ít hoặc chưa thấy sách báo hoặc trang mạng viết Nguyễn Trãi, viện sĩ viện Hàn lâm thời Lê.
Đến nay, các cơ quan Hàn lâm tại Việt Nam đều không có hoặc không hề phong chức Viện sĩ (士院, Academician). Các chức Viện sĩ thường được dùng cho các giáo sư, tiến sĩ Việt Nam đều do các viện Hàn lâm tại các quốc gia ngoài Việt Nam phong tặng.
Ngoài ra, tại Việt nam (tên gọi chính thức Cộng Hòa Xã Hội Chủ nghĩa Việt Nam), việc không tồn tại một cơ quan Hàn lâm viện chuyên trách việc chuẩn hóa ngôn ngữ Việt trong đó có việc chuẩn hóa các danh từ dịch thuật, đưa ra những quy tắc ngữ pháp, làm cho tiếng Việt trong sáng và dễ hiểu đến mọi tầng lớp và áp dụng bởi người Việt trên toàn thế giới, đã góp phần không nhỏ vào việc tranh cãi trong việc dịch thuật hàm Viện sĩ trong tiếng Việt. Việc giáo sư Phan Huy Lê, chủ tịch Hội sử học Việt nam, được phong tặng hàm Correspondant étranger bởi Viện Hàn lâm Pháp là một ví dụ. Quan điểm ủng hộ (và là chức danh chính thức trong bài viết về Phan Huy Lê tại Wikipedia) cho rằng hàm trên cần được dịch là Viện sĩ thông tấn trong khi ngược lại, quan điểm chống đối (từ bài viết của Lê Mạnh Chiến) cho rằng cần được dịch là Thông tín viên. Việc các báo chí tại Việt Nam chúc mừng giáo sư Phan Huy Lê với câu văn "Lần đầu tiên có một người của ngành Khoa học Xã hội Việt Nam trở thành viện sĩ viện Hàn lâm Pháp" đã đem đến ngộ nhận từ độc giả đại chúng, không chuyên ngành cho rằng giáo sư Phan Huy Lê, với tước Correspondant étranger, được xem như là viện sĩ chính thức (Académicien), nhưng chức Académicien là một tước cao quý nhất và không dành cho các ứng cử viên không có Pháp tịch. Trong bài viết về Phan Huy Lê tại Wikipedia, việc dịch chức sang tiếng Việt là Viện sĩ thông tấn nhưng lại để thêm chức vụ trong tiếng Pháp kèm theo là Correspondant étranger mà không có lời chú thích, dẫn nguồn về việc dịch danh từ Viện sĩ thông tấn này có được chấp nhận từ Viện hàn lâm Pháp hay các cơ quan chính thức tại Việt Nam hay không lại càng làm cho các nhà nghiên cứu, độc giả nghi ngờ về tính xác thực, thổi phồng tước phong của việc dịch danh thuật này.

## Biên chế Hàn lâm viện

### Quan viên
Hàn lâm viện thời Tự Đức gồm các quan viên được liệt kê theo cấp bậc cao thấp như sau:
- Hàn lâm viện Trưởng viện học sĩ
- Hàn lâm viện Trực học sĩ
- Hàn lâm viện Thị độc học sĩ. Hàn lâm viện Thị giảng học sĩ
- Hàn lâm viện Thị độc, Hàn lâm viện Thừa chỉ, Hàn lâm viện Thị giảng
- Hàn lâm viện Trước tác, Hàn lâm viện Tu soạn
- Hàn lâm viện Biên tu, Hàn lâm viện Kiểm thảo
- Hàn lâm viện Điển bạ, Hàn lâm viện Điển tịch
- Hàn lâm viện Đãi chiếu, Hàn lâm viện Cung phụng

### Trách nhiệm

#### Soạn thảo văn từ, sắc mệnh
Phàm những việc biên soạn, ngành từ hàn, thảo luận kinh điển, cùng hết thảy mọi sự văn từ, sắc mệnh, đều thuộc vào viện Hàn lâm cả. Chưởng viện Học sĩ coi về việc văn từ chế cáo, ra vào chầu hầu nhà vua để phòng khi vua hỏi. Trực học sĩ làm việc sự vụ trong viện, nhưng quyền cũng như chưởng viện học sĩ. Thị độc học sĩ, Thị giảng học sĩ, Thị độc, Thừa chỉ và Thị giảng, đều coi về việc biên soạn, trước thuật để giúp vào việc từ hàn. Tu soạn, Biên tu, Kiểm thảo đều coi về việc phiên duyệt thư tịch, và kiểm duyệt từ hàn. Điển bạ coi việc phát, nhận văn thư. Đãi chiếu coi việc hiệu đính và đối chiếu văn sử.

#### Giảng dạy, thảo luận kinh điển
Thị độc học sĩ, Thị giảng học sĩ, Thị độc, Thừa chỉ và Thị giảng đều là các quan uyên thâm Nho học, nên còn chuyên trách việc thảo luận kinh truyện cùng vua, cùng Kinh diên giảng quan trong các buổi thiết triều giảng dạy kinh sử cho các quan cấp cao trong triều đình. Đôi khi, chuyên trách việc giảng dạy kinh sử cho Thái tử (nếu Đông cung cần phụ quan) và các hoàng tử.

#### Biên soạn quốc sử, thực lục, điển lễ
Cùng Quốc sử quán biên soạn quốc sử, thực lục, điển lễ theo lệnh vua hoặc triều đình

#### Đảm nhận trách nhiệm Khâm sai
Khi cần, vua bổ các vị quan cấp cao trong Hàn lâm viện giữ chức Khâm sai, giúp vua và triều đình giải quyết các vấn đề ngoại giao hoặc nội chính trong một thời gian ngắn

## Lịch sử

### Thời Đường
Bắt đầu từ những năm 700, danh từ Hàn lâm được dùng để chỉ các chức vụ, cơ quan với ý nghĩa là các thuộc viên hoặc người giữ chức Hàn lâm có trình độ cao hoặc có tay nghề chuyên môn uyên thâm, dù các chuyên môn này có thể không liên quan đến văn học, nghệ thuật, kinh truyện. Thời này, Hàn lâm có thể được đặt trước tên chức của các học sĩ, y sĩ, các nhà bói toán, các quan viết thư pháp, v.v.
Khoảng năm 666 hoặc 667, triều đình lập văn phòng Bắc Môn (北門, North Gate), hợp các học sĩ văn hay chữ tốt chuyên trách việc soạn thảo chiếu chỉ, tác phẩm mà triều đình giao cho. Các học sĩ này ngoài các Nho học gia ra, còn có những học sĩ với chuyên môn trong Tứ thư, trong thơ ca, hoặc trong Phật học hoặc Lão học, v.v.
Năm Tiên Thiên nguyên niên (712) thời Đường Huyền Tông, triều đình xóa tên văn phòng Bắc Môn, lấy tên chức Hàn lâm đãi chiếu (翰林待詔, Academicians Awaiting Orders) để chỉ các vị Bắc Môn học sĩ xưa, bắt đầu sắp xếp quy tụ những học sĩ uyên thâm chữ nghĩa. Năm này, Trung thư sảnh (中書省, Secretariat) nhiều việc, nên tuyển người văn hay chữ tốt, bổ chức Hàn lâm cung phụng (翰林供奉, Academician in Attendance), phụ giúp các học sĩ tại các viện văn học như Tập hiền viện, Chiêu văn quán trong việc chế cáo thư sắc.
Thời này, hai chức Hàn lâm đãi chiếu và Hàn lâm cung phụng đều là chức Sai khiển (差遣, Duty Assignment), là những chức với trách nhiệm được giao không liên quan đến chức vụ chính thức của vị quan được giao. Việc soạn thảo văn kiện cần người văn hay chữ tốt, nên các quan có ưu điểm này đều được tuyển dụng từ các bộ, cơ quan khác nhau. Vì việc cần người ở các cấp khác nhau, nên số lượng hai hạng Học sĩ trên tùy lúc cao thấp khác nhau. Hai chức này không bổ phẩm trật và không trả lương. Các quan giữ hai chức này được trả lương theo chức vụ chính thức mà họ đã nắm giữ trong triều đình trước khi nhậm một trong hai chức Hàn lâm này.
Năm Khai Nguyên 26 (738), triều đình gộp 2 chức Hàn lâm cung phụng và Hàn lâm đãi chiếu lại thành một và gọi chức mới là Hàn lâm học sĩ (翰林學士, Hanlin Academician), phân biệt với các hạng học sĩ khác. Hàn lâm học sĩ làm việc cho Hàn lâm viện. Các học sĩ khác ngoài Hàn lâm viện được gọp lại và điều hành bởi cơ quan cũng lập cùng năm là Học sĩ viện (學士院, Institute of Academicians).
Vào những năm đầu của Hàn lâm viện, do đơn thuần là cơ quan soạn thảo văn kiện nên viện không là một cơ quan với nhiều ảnh hưởng đến chính sự triều đình. Nhưng những năm sau, nhất là vào những năm 800 sau cuộc loạn An Lộc Sơn, mức ảnh hưởng của Hàn lâm viện tăng lên đáng kể khi những việc bổ hay miễn quan văn võ, sách lập Thái tử, tuyên bố chinh phạt, hoặc các sắc lệnh vua ban đều do các vị Hàn lâm viện học sĩ khởi thảo, các Hàn lâm học sĩ dần dần trở thành cố vấn riêng của vua trong các vấn đề chính sự.
Cũng như hai chức Hàn lâm cung phụng và Hàn lâm đãi chiếu trước đây, chức Hàn lâm học sĩ thời Đường không có ngạch nhất định, không có giới hạn quan được bổ phải từ cấp hoặc phẩm nào. Mức lương được trả là mức lương theo chức vụ chính thức mà vị quan được đã nắm giữ trước khi nhậm chức Hàn lâm học sĩ. Sau khi làm việc 1 năm tại Hàn lâm viện, quan Hàn lâm học sĩ sẽ được phong hàm (không phải là chức mà là hàm) Tri chế cáo (知制誥, Participant in the Drafting of Proclamations). Quan Hàn lâm học sĩ chưa được thăng hàm Tri chế cáo không được khởi thảo văn thư, chỉ được thị tùng văn học. Được bổ vào chức Hàn lâm học sĩ đồng nghĩa với việc khi yến tiệc được ngồi dưới Tể tướng, trên quan Nhất phẩm, nên các quan Hàn lâm học sĩ còn được biết đến là quan "Nội tướng (内相, Inner Counsellor-in-chief)". Vì chức vụ kề cận và cố vấn vua, dù cho chức vụ chính thức cao thấp ra sao, Hàn lâm học sĩ thăng tuyển dễ dàng trong quan trường, thường thăng đến Tể tướng.

#### Biên chế
Thời Đường, các chức Học sĩ chính thức trong Hàn lâm viện như Hàn lâm học sĩ thừa chỉ, Hàn lâm học sĩ, Hàn lâm thị độc học sĩ, Hàn lâm thị giảng học sĩ đều là các chức Sai khiển (差遣, Duty Assignment), không lương và không phẩm trật, được xem là cao quý hơn chức danh Học sĩ thông thường tại các viện khác dù tất cả các chức Học sĩ đều không được trả lương.
Số học sĩ Hàn lâm viện lúc đầu tăng hoặc giảm tùy theo nhu cầu.
Đời Đường Huyền Tông, triều đình chỉ định giới hạn Hàn lâm học sĩ là 6 người. Sau năm 800, trong 6 quan Hàn lâm học sĩ, lại một quan được chọn làm chưởng quan Hàn lâm viện với chức vụ là Hàn lâm học sĩ thừa chỉ (翰林學士承旨, Hanlin Academician Recipient of Edicts).
Sau khi làm việc 1 năm tại Hàn lâm viện, quan Hàn lâm học sĩ sẽ được phong hàm (không phải là chức mà là hàm) Tri chế cáo (知制誥, Participant in the Drafting of Proclamations). Quan Hàn lâm học sĩ chưa được thăng hàm Tri chế cáo không được khởi thảo văn thư, chỉ được thị tùng văn học.
Ngoài hai chức Hàn lâm học sĩ và Hàn lâm học sĩ thừa chỉ ra, triều Đường còn có các chức Sai khiển giúp cho các Hàn lâm học sĩ như sau: 
- Hàn lâm Thị độc học sĩ (翰林侍讀學士, Hailin Academician Reader-in-waiting), lập thời Đường năm Khai Nguyên 13 (725), là chức Sai khiển giữ việc giảng nghĩa kinh sách. Nguyên đây là chức Thị giảng được trao cho các học quan để dạy dỗ, giảng giải kinh sách cho thái tử hoặc cho các hoàng tử, sau này được sung kiềm vào Hàn lâm viện. Chức Thị độc cao hơn chức Thị giảng vì sách xưa viết bằng chữ Hán không có chấm câu nên người đọc phải đem kiến thức và kinh nghiệm của mình ra để chấm câu rồi giảng cho đúng. Quan Thị độc thuộc làu kinh sử, biết chỗ ngắt câu nên chức Thị độc cao hơn Thị giảng. Hàm học sĩ được phong để phân biệt với các Thị độc khác vì Hàn lâm Thị độc học sĩ là chức cao quý hơn Hàn lâm Thị độc hoặc Thị độc tại triều đình.
- Hàn lâm Thị giảng học sĩ (翰林侍講學士, Hailin Academician Expositor-in-waiting), lập thời Hán, là chức Sai khiển phụ trách việc giải thích, bình luận, chú thích các văn thơ ca chế biểu.[14] Tương tự Hàn lâm Thị độc học sĩ, chức Hàn lâm Thị giảng học sĩ là chức cao quý hơn Hàn lâm Thị giảng hoặc Thị giảng tại triều đình.
- Thị thư học sĩ (侍書學士, Academician Calligrapher-in-Waiting) là chức Sai khiển giữ việc dạy bảo thư pháp. Chức này có lẽ được lập vào thời Đường.[15] Không có tư liệu để biết có chức Hàn lâm Thị thư học sĩ hay không. Theo suy đoán, chức Hàn lâm Thị thư học sĩ có thể được đặt vì thời Đường là thời có rất nhiều thư pháp gia nổi tiếng như Liễu Công Quyền hoặc Chữ Toại Lương.

Các chức Hàn lâm học sĩ thừa chỉ, Hàn lâm học sĩ, Hàn lâm Trực học sĩ, Hàn lâm Thị độc học sĩ, Hàn lâm Thị giảng học sĩ là các chức được gắn thêm chữ Hàn lâm và hàm Học sĩ để phân biệt với các chức cùng tên nhưng được bổ vào các viện khác như Tập hiền viện. Các chức khác trong Hàn lâm viện tùy theo trường hợp mà được chuyển sang Hàn lâm viện và gắn thêm mỹ tự Hàn lâm để phân biệt với chức không thuộc Hàn lâm viện, chỉ phụ giúp viện.
Dưới các chức này là các chức Hàn lâm Thị độc (翰林侍讀, Hailin Reader-in-waiting), Hàn lâm Thị giảng (翰林侍講, Hailin Expositor-in-waiting).
Ngoài ra, Hàn lâm viện còn được phụ giúp bởi 2 quan Ngũ kinh Bác sĩ (五經博士, Erudite of the Five Classics), là chức chính thức có trật phẩm (không phải chức Sai khiển), đã được lập từ thời Hán, được trao các quan uyên thâm chuyên nghiên cứu về Ngũ kinh, để dạy các sĩ tử tại Quốc tử giám, trật Chánh ngũ phẩm.
Ngoài những chức điều hành và thuộc viên trong Hàn lâm viện trên ra, còn có các chức phụ giúp đến từ các viện học thuật khác như Tập hiền viện hoặc Chiêu văn quán. Các chức như Thị độc, Thị giảng, Hiệu lý (校理, Subeditor) (Hiệu lý được bãi bỏ vào năm Trinh Nguyên 8 (792) thay bằng chức Hiệu thư (校書, Editing Clerk)), Chính tự (政字, Clerk), Kiểm thảo (檢討, Examining Editor), Trước tác lang (著作郞, Editorial Director), Tu soạn (修撰, Senior Compiler), Trước tác (著作, Editorial Clerk), Hiệu khám (校勘, Proofreader), v.v. Các chức này tùy theo trường hợp mà được chuyển sang chính thức thuộc Hàn lâm viện và gắn thêm mỹ tự Hàn lâm hoặc chỉ đơn thuần phụ việc Hàn lâm viện trong một thời gian ngắn.
Thời này, việc giới hạn 6 Hàn lâm học sĩ không có nghĩa là chỉ có 6 vị học sĩ tại triều đình. Trong triều đình ngoài Hàn lâm học sĩ ra, vì chức Học sĩ là một chức Sai khiển, có khá nhiều các học sĩ khác làm việc tại các bộ, cấp khác nhau, đều dưới sự điều hành của Học sĩ viện. Hàn lâm viện (hay Hàn lâm Học sĩ viện) và Học sĩ viện đã hoạt động song song cùng nhau cho đến hết thời Tống, mặc dù thời nay khi nhắc đến học sĩ, người ta lại nhớ đến các vị học sĩ thuộc Hàn lâm viện nhiều hơn là các vị học sĩ đến từ Học sĩ viện. Ngoài ra, còn có chức Trực học sĩ (直學士, Auxiliary Academician), trật thường từ Lục phẩm trở xuống, phụ giúp việc soạn thảo giấy tờ tại các viện văn học như Hàn lâm viện, Tập hiền viện, Chiêu văn quán hoặc trong các bộ như bộ Binh.
Thời Đường, trọng trách soạn thảo chiếu thư, văn kiện triều đình được phân định theo biên chế Lưỡng Chế (兩制, Two Drafting Groups) tức hai văn phòng soạn thảo chiếu thư, văn kiện triều đình được phân định như sau: 
- Nhóm Nội chế (內制, Inner Drafters) do Hàn lâm viện đảm nhiệm, chuyên trách việc soạn thảo những chiếu thư quan trọng như chiếu lập Thái tử (建儲, kiến triệu), chiếu xá tội (赦書, 徳音), chiếu bổ, miễn Tam công, Tể tướng, quan văn võ cấp cao, hay chiếu tuyên bố các cuộc chinh phạt, bình định với quy mô lớn (大誅討).
- Nhóm Ngoại chế (內制, Outer Drafters) do Trung thư sảnh đảm nhiệm, chuyên trách việc soạn thảo những chiếu thư, văn kiện triều đình khác như chiếu ủy lạo binh lữ (慰軍旅)

Các loại chiếu thư, văn kiện này tùy theo mức quan trọng mà dùng các loại giấy đay khác nhau. Theo Hàn lâm chí, những chiếu lập Thái tử, bổ miễn quan lại cấp cao, chiếu tuyên bố chinh phạt, chiếu khen ngợi Thanh cung Đạo quán (清宮道觀, một quán đạo Lão nổi tiếng thời Đường) thì dùng loại giấy đay trắng tên Bạch Ma (白麻, White rattan paper). Các loại chiếu khác như chiếu ủy lạo, an ủi binh lữ dùng loại giấy đay vàng tên Hoàng Ma (黃麻, Yellow rattan paper). Chiếu tiến cáo (dùng trong tế lễ) dùng tại Thanh cung Đạo quán dùng mực son (tức mực màu đỏ) viết trên giấy màu xanh dương gọi thanh đằng (青藤, Blue rattan paper), v,v...
Việc lập biên chế Lưỡng chế đảm bảo sự bí mật trong việc soạn thảo những chiếu, chỉ quan trọng mà đôi khi chỉ vua là người biết duy nhất trước khi tuyên bố. Theo Kiến văn tạp lục của Lê Quý Đôn:
"Thời nhà Tống, Bắc Môn giữ Nội chế, Tây dịch giữ Ngoại chế, gọi là Lưỡng chế. Khi thảo chế văn phong chức cho quan văn, quan võ, thì trước hết viên Trung thư dâng tờ trình về việc ban phong, tới hôm ấy, nhà vua truyền lệnh đóng cửa viện để khởi thảo; duy thảo chế văn phong hậu phi, Thái tử và tể tướng thì không cho viện này biết, mà sai nội sứ truyền lệnh triệu viên quan học sĩ đến tiện điện nhà vua đương đường dụ bảo về ý nghĩa ban phong, cho phép viên quan ấy ngồi và ban cho uống trà, trước mặt vua bày đồ kim khí gần ba trăm lạng, khi đã viết xong tờ chế, liền đem ban cho. Như Vương Luân thảo tờ chế phong Lưu quý phi, Cao Tông ban cho tiền nhuận bút gần một vạn quan, sao mà hậu đãi thế? Tờ chế thảo đến trống canh ba mới xong, khi dâng bản thảo, vua vẫn chưa đi nằm, để đợi, kịp đến sáng tuyên bố chế văn, cũng không cho viên quan khác thay đổi đính chính, sao mà trọng đãi thế? Nhà Minh trở về sau, không có thể lệ ấy."

### Thời Tống

#### Các thay đổi tại Hàn lâm viện
Thời Tống, các chức các Hàn lâm học sĩ thường phụ trách những buổi thiết triều thảo luận về kinh truyện cùng vua và triều đình. Đây chính là thời kỳ Hàn lâm viện chuyển đổi từ một tổ chức cố vấn chính trị không chính thức thành một cơ quan chuyên phụ trách việc học thuật và văn hóa như được biết đến ngày nay.
Thời Tống Thần Tông (1067-1085), chức Hàn lâm học sĩ không còn là chức Sai khiển (差遣, Duty Assignment), được quy định trở thành chức quan chính thức với trật Chánh tam phẩm. Bắt đầu từ lúc này, chính sách Lưỡng chế được xóa và toàn bộ việc soạn thảo văn kiện đều do Hàn lâm học sĩ đảm giữ. Hàn lâm học sĩ chính thức thời này được giới hạn lại là 2 người. Ngoài ra:
- Tương tự thời Đường, nếu cần bổ thêm những vị quan để giữ việc soạn thảo, Hàn lâm viện sung các Trực học sĩ (直學士, Auxiliary Academician), trật thường là Tòng tam phẩm[13], vào phụ viện. Thời Minh, khi các Trực học sĩ viện tại các học viện khác được bổ vào Hàn lâm viện, chức Trực học sĩ được đổi thành chức Trực học sĩ viện (直學士院, Auxiliary Hanlin Academician)[13]
- Nếu cần bổ thêm vị quan để tạm thời nắm giữ chức vụ để trống của một trong 2 vị Hàn lâm học sĩ, vị quan này được bổ chức Quyền trực học sĩ viện (權直學士院, Provisional Auxiliary Hanlin Academician). Tuy vậy, nếu chức mà vị quan giữ trước khi nhận chức này có phẩm trật là Chánh tam phẩm hoặc cao hơn, thì chức được bổ lại gọi là Quyền Hàn lâm học sĩ (權翰林學士, Provisional Auxiliary Hanlin Academician)[23]

Thời này, tương tự thời Đường, biên chế Lưỡng chế trong việc soạn thảo chiếu thư, văn kiện vẫn được áp dụng cho đến thời Tống Thần Tông. Hàn lâm học sĩ vẫn giới hạn là 6 người nhưng khi cần có thể tăng thêm 1 vị Hàn lâm học sĩ thứ 7 gọi là Viên ngoại học sĩ (員外學士, Auxiliary Hanlin Academician). Thời này, chỉ những học sĩ uyên thâm mới chính thức là Hàn lâm học sĩ và có hy vọng làm Tể tướng, còn thấp hơn thì chỉ gọi là Trực học sĩ hoặc Trực học sĩ viện nếu được bổ sung vào Hàn lâm viện.

#### Biên chế
Tương tự thời Đường, Hàn lâm viện thời Tống có các quan Hàn lâm học sĩ được điều hành bởi 1 vị quan Hàn lâm học sĩ thừa chỉ (翰林學士承旨, Hanlin Academician Recipient of Edicts), trật Chánh tam phẩm.
Dưới các quan Hàn lâm học sĩ vẫn là các quan đã được đặt từ thời Đường cộng với các chức được đổi tên hoặc thêm như Trực học sĩ viện, Quyền trực học sĩ viện hoặc Quyền Hàn lâm học sĩ.
Một chức mới được đặt ra là chức Biên tu quan (編修官, Junior Compiler), trật Chánh bát phẩm, giữ việc soạn quốc sử và thực lục, thuộc Quốc sử viện (國史院, Historiography Academy) và Thực lục viện (實錄院, True Records Institute). Ngoài ra, thời này còn có thêm chức Tả, Hữu Thuyết thư (說書, Lecturer), coi việc giảng nghĩa kinh sách.
Riêng chức Thị thư: 
- Không như thời Đường, chức Thị thư thời Tống không có chức vụ Học sĩ theo kèm, tức thời Tống, Thị thư là Thị thư (侍書, Court Calligrapher) mặc dù vẫn thuộc Hàn lâm viện[13]
- Chức Thị thư giúp việc cho Điển bạ (典簿, Manager of Registration)[25]

#### Việc hợp nhất Hàn lâm viện vào Nội thị sảnh
Thời Tống lại là thời mà danh từ Hàn lâm viện đã bị ngộ nhận nghiêm trọng qua việc dùng Hàn lâm viện để làm cơ quan chuyên trách các thú vui tao nhã trong triều đình. Do các vua Tống đều là những vị hoàng đế yêu thích nghệ thuật, Hàn lâm viện lại được biết đến là một cơ quan chuyên về văn hóa nghệ thuật hơn là cơ quan cố vấn việc quốc sự học học viện như thời Đường. Hàn lâm viện này (khác với Hàn lâm viện tương tự Học sĩ viện) được đặt dưới quyền điều hành của Nội thị sảnh (內侍省, Department of Service). Thời này, Hàn lâm viện (翰林院, Artisans Institute) được biết đến với tên gọi là Tứ sở (四局, Four Artisan Services) do trong biên chế của viện, gồm bốn sở là sở thiên văn (天文局, Astrologer Service), sở đồ họa (圖畫局, Painter Service), sở thư nghệ (書藝局, Calligrapher Service), và sở Vụ Trá (騖笮局, Games & Tea Service). Việc làm này đã tạo nên những ngộ nhận ngày nay đánh đồng việc các Hàn lâm học sĩ thời này kiêm chức quan bói toán, hầu rượu, đãi trà, v.v.
Thật ra, thời Tống, Hàn lâm viện có 2 ý nghĩa khác nhau. Hàn lâm viện (翰林院, Hanlin Academy) là Hàn lâm viện, như Học sĩ viện, chỉ về văn học, về các quan văn cao chữ tốt gồm 6 người rồi sau đó là 2 người dưới thời Tống Thần Tông. Còn Hàn lâm viện (翰林院, Artisans Institute), như Tứ sở (四局, Four Artisan Services) thì lại là một cơ quan của Nội thị sảnh, chuyên trách các hoạt động thú vui nghệ thuật trong cung đình, những cơ quan này lẫn các thuộc viên, chưởng quan không phải là Hàn lâm học sĩ.

### Thời Liêu, Kim, Nguyên
Thời Liêu, Kim, Nguyên, Hàn lâm viện được đổi thành Hàn lâm Quốc sử viện (翰林國史院, Hanlin and Historiography Academy), chuyên trách các việc học thuật Hàn lâm và biên soạn quốc sử, không liên quan đến các việc hành pháp và lập pháp. Các triều đại này đều lập Hàn lâm học sĩ nhưng địa vị thấp hơn thời Đường Tống.
Thời Liêu, Kim, tương tự thời Đường, Tống, Hàn lâm viện có các quan Hàn lâm học sĩ được điều hành bởi 1 vị quan Hàn lâm học sĩ thừa chỉ (翰林學士承旨, Hanlin Academician Recipient of Edicts). Sau năm 1318 thời Kim, thăng trật Chánh nhị phẩm.[11]
Thời Nguyên, Hàn lâm viện được điều hành bởi 6 quan Hàn lâm học sĩ thừa chỉ, trật Tòng nhất phẩm. Ngoài ra, triều đình còn cho lập một viện khác là Mông Cổ Hàn lâm viện (蒙古翰林院, Mongolian Hanlin Academy), là một cơ quan riêng biệt, chuyên trách việc soạn thảo các văn thư triều đình bằng tiếng Mông Cổ hoặc dịch thuật các văn thư bằng tiếng Mông Cổ qua các ngôn ngữ khác hoặc ngược lại. Thời này, Mông Cổ Hàn lâm viện và Hàn lâm Quốc sử viện là hai viện độc lập và có các trọng trách khác nhau.

### Thời Minh

#### Các thay đổi tại Hàn lâm viện
Thời Minh, Hàn lâm viện được tổ chức và chính thức nâng cấp thành một cơ quan với đầy đủ các chức vụ trong Hàn lâm viện như được biết đến ngày nay. Hàn lâm viện thời Minh có mối quan hệ rất chặt chẽ với việc thi cử, bộ Lễ, cùng vua và triều đình và vì vậy, tham gia vào việc chính sự xuyên suốt cả triều đại Minh.
Thời này, Hàn lâm viện là nơi mà các tiến sĩ kỳ thi Đình đều nhắm đến và là bàn đạp quan trọng để các tiến sĩ gia nhập và thăng tiến mau chóng trong quan trường. Tuy vai trò của Hàn lâm viện giới hạn hơn trong việc hành pháp và lập pháp vào thời Minh so với thời Đường và Tống, nhưng bắt đầu từ đây, khi Hàn lâm viện, bộ Lễ, và Nội các là 3 cơ quan quan trọng kề cận các vị hoàng đế thời Minh, thì Hàn lâm viện là bàn đạp quan trọng cho các tiến sĩ trong những khoa thi cử gia nhập vào và thăng tiến mau trong quan trường. Thời này, Hàn lâm viện là điểm được bổ đến đầu tiên của các tiến sĩ đậu các khoa thi Đình. Theo luật nhà Minh:
- Các vị tiến sĩ đệ nhất giáp kỳ thi Đình được trao ngay những chức vụ trong Hàn lâm viện, như Trạng nguyên được bổ chức Hàn lâm viện Tu soạn trật Tòng lục phẩm, Bãng nhãn và Thám Hoa được bổ chức Hàn lâm viện Biên tu, trật Chánh thất phẩm.
- Đối với các vị tiến sĩ khác đậu nhị hoặc tam giáp trong kỳ thi Đình, họ được triều đình bổ chức Thự các sĩ (庶吉士, Hanlin Bachelor) là các chức được làm tạm thời trong Hàn lâm viện. Sau 3 năm các vị Thự các sĩ này sẽ được khảo lại, nếu đậu, triều đình sẽ bổ vào các chức trong Hàn lâm viện hoặc tại các cơ quan khác trong triều đình. Các chức vụ này phần lớn đều liên quan đến bộ Lễ, và dần dần từ bộ Lễ, được bổ vào Nội các trong tương lai.[22]

Thời này các quan trong Hàn lâm viện được vào tham khảo tài liệu trong Văn Uyên Các (文淵閣, Hall of Literary Profundity) là nơi văn phòng của các Đại học sĩ (大學士, Grand Secretaries), cũng là nơi mà các tài liệu bí mật quốc gia được lưu giữ.

#### Biên chế
Hàn lâm viện thời này được điều hành bởi 1 vị quan Học sĩ (學士, Chancellor of the Hanlin Academy), trật Chánh tam phẩm, rồi Tòng tam phẩm, rồi Chánh ngũ phẩm
Chức Hàn lâm học sĩ thừa chỉ từ thời Đường đến thời Nguyên không còn được dùng bắt đầu từ thời Minh sơ
Chức Hàn lâm đãi chế được đặt năm 712 thời Đường đã được xóa bỏ thời Minh năm 1381
Dưới vị quan Hàn lâm học sĩ vẫn là các quan đã được đặt từ thời Đường như Thị độc học sĩ, Thị giảng học sĩ, Tu soạn, Biên tu, v.v..
Chức Trực học sĩ (直學士, Auxiliary Academician) đã có từ thời Đường được xóa bỏ vào thời sơ Minh năm 1381.
Thời này, chức Điển Bạ (典簿, Manager of Registration) từ một chức quan nữ xem xét sổ sách phi tần trong hậu cung đổi thành chức thuộc quan lưu trữ văn kiện (典簿, Archivist), gia nhập Hàn lâm viện.
Cùng thời, chức Ngũ kinh Bác sĩ (五經博士, Erudite of the Five Classics) được thay đổi gọi là Thế tập Ngũ kinh Bác sĩ (世襲五經博士, Hereditary Erudite of the Five Classics) do chức này bắt đầu từ thời Minh là chức tước ấm (爵蔭, Hereditary Nobility) bổ cho con cháu của các thánh hiền Nho học như con cháu đức Khổng tử. Chức Ngũ kinh Bác sĩ thời Đường trật Chánh ngũ phẩm, thời này đổi lại Chánh hoặc tòng tam phẩm. Số quan Thế tập Ngũ kinh Bác sĩ cũng tăng từ 2 lên 5 người.

### Thời Thanh

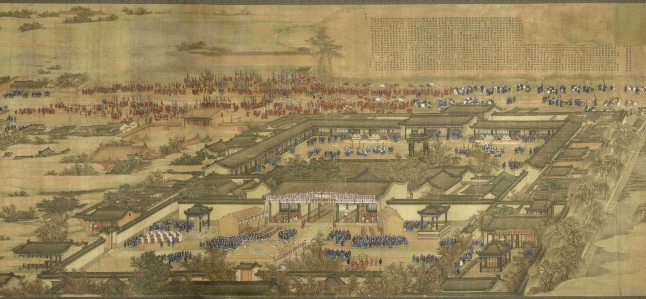
Hàn Lâm Viện thời Thanh năm 1744, sau một cuộc tân trang dưới triều Càn Long, (tranh vẽ)

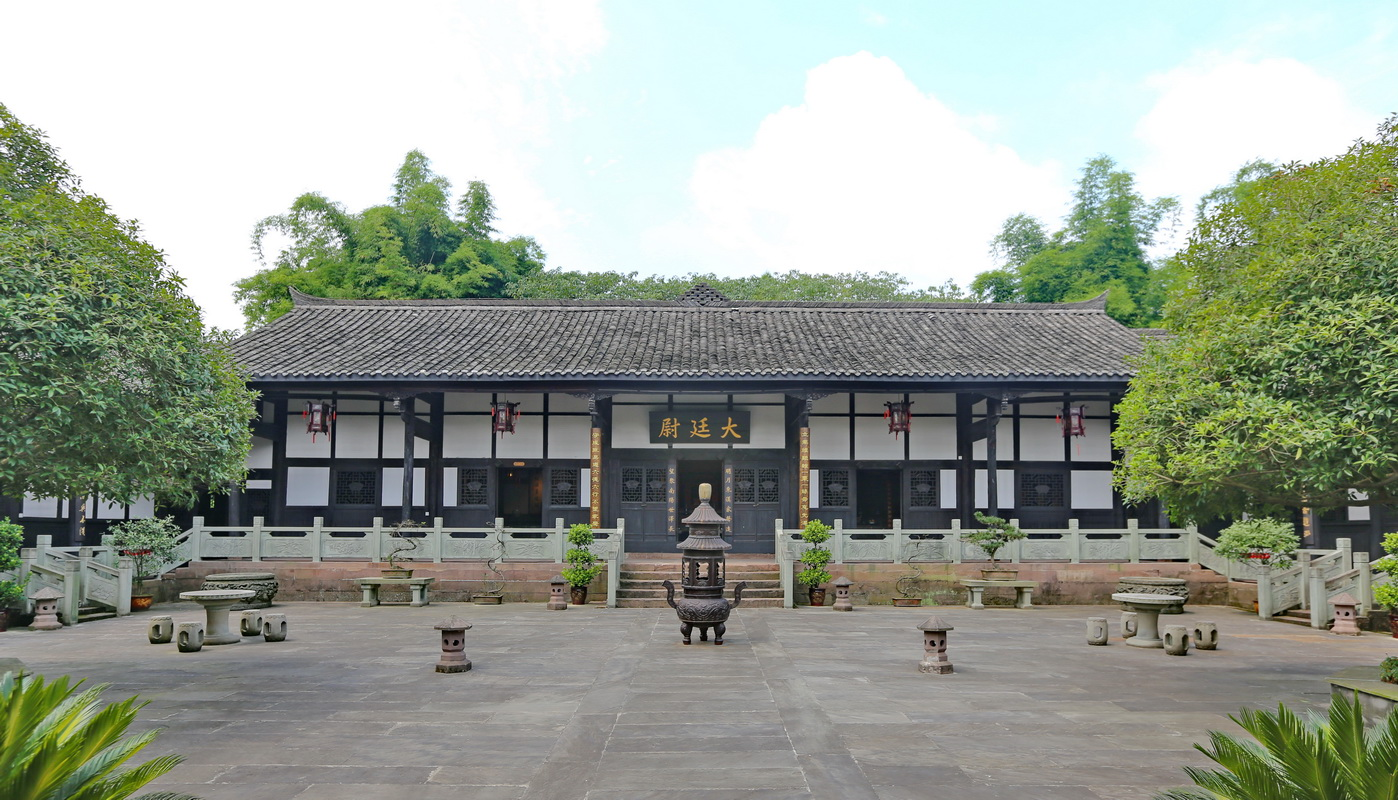
Khuôn viên Hàn lâm viện Trung Quốc (hình chụp năm 2016)

#### Các thay đổi tại Hàn lâm viện
Thời Thanh là thời mà số thuộc viên Hàn lâm viện tăng đáng kể. Tổng số thuộc viên làm việc tại Hàn lâm viện thời Thanh được biết đến là 6472 người.
Thời này, Hàn lâm viện vẫn là một cơ quan học thuật danh vọng, nhưng không còn tham gia nhiều vào các việc quốc gia đại sự. Hàn lâm viện thời Thanh được giao giữ việc biên soạn quốc sử, ghi chép các câu, lời nói vua, điều hành việc giảng kinh truyện, thảo văn kiện liên quan đến nghi lễ. Như thời Minh, Hàn lâm viện thời Thanh là nơi mà các tiến sĩ bắt đầu xuất thân trên quan trường và hầu hết các trọng thần đều xuất thân từ Hàn lâm viện. Đến nỗi thời Đạo Quang, Hàm Phong, các thuộc quan Hàn lâm viện có thể từ chức Biên tu, Kiểm thảo trong vòng 10 năm thăng đến chức Thị lang (侍郎, Vice Minister) là chức điều hành một viện hoặc phủ, chỉ đứng dưới Thượng thư.

#### Biên chế
Tương tự thời Minh, Hàn lâm viện thời Thanh được điều hành bởi Học sĩ. Nhưng vào thời Thanh, Hàn lâm học sĩ được chia cho 2 quan thay vì chỉ một quan như thời Minh. Chức Hàn lâm học sĩ thời Thanh được biết đến nhiều hơn với tên gọi chính thức là Hàn lâm viện Chưởng viện học sĩ (翰林院掌院學士, Academicians in Charge)
Hai quan học sĩ này được lựa chọn từ Đại học sĩ hoặc Thượng thư, chọn 1 quan người Mãn, 1 quan người Hán, bổ chức Học sĩ kiêm hàm Lễ bộ Thị lang, trật Chánh nhị phẩm. Chức Học sĩ này được thành lập năm 1644, rồi lại nhập vào với Nội các đến 1670 đồng nghĩa với việc không có chức Học sĩ hoặc Chưởng viện học sĩ trong những năm này. Năm 1670,chức Chưởng quan được lập lại cho đến khi Hàn lâm viện bị bãi bỏ.
Dưới 2 quan Hàn lâm học sĩ vẫn là các thuộc viên như Thị độc học sĩ, Thị giảng học sĩ, Thị độc, Tu soạn, Kiểm thảo, Điển bạ, Thự các sĩ, v.v.
Thời này, cũng như thời Minh, Hàn lâm viện là nơi mà các tiến sĩ có thể thăng chức mau chốc trên quan trường. Theo luật thời Minh, Thanh:
- Các vị tiến sĩ đệ nhất giáp kỳ thi Đình được trao ngay những chức vụ trong Hàn lâm viện, như Trạng nguyên được bổ chức Hàn lâm viện Tu soạn trật Tòng lục phẩm, Bãng nhãn và Thám Hoa được bổ chức Hàn lâm viện Biên tu, trật Chánh thất phẩm.
- Đối với các vị tiến sĩ khác đậu nhị hoặc tam giáp trong kỳ thi Đình, họ được triều đình bổ chức Thự các sĩ (庶吉士, Hanlin Bachelor) là các chức được làm tạm thời trong Hàn lâm viện. Sau 3 năm các vị Thự các sĩ này sẽ được khảo lại, nếu đậu, triều đình sẽ bổ vào các chức trong Hàn lâm viện hoặc tại các cơ quan khác trong triều đình. Các chức vụ này phần lớn đều liên quan đến bộ Lễ, và dần dần từ bộ Lễ, được bổ vào Nội các trong tương lai.[22]

Chức Thị độc học sĩ thường được khảo lại sau 4 hoặc 5 năm. Những quan Thị độc học sĩ rớt sẽ bị xóa tên khỏi Hàn lâm viện.

### Chấm dứt
Năm Quang Tự 31 (1905), triều Thanh chính thức xóa bỏ khoa cử tại Trung Quốc, Hàn lâm viện cũng được bãi bỏ sau hơn cả ngàn năm được trọng vọng trong các triều đại Trung Hoa.

## Tại Trung Quốc

### Dịch thuật
Năm Vĩnh Lạc 5 (1407) thời Minh, sau chuyến Tây Dương lần 1 của Trịnh Hòa, để giúp đỡ trong việc phiên dịch các thư từ, quà cống, cùng việc đón tiếp các sứ giả đến từ các nước sau chuyến Tây Dương, và để huấn luyện cho một bộ phận quan viên mới chuyên môn trong ngành dịch thuật, triều đình đặt ra một cơ quan chuyên dịch thuật với tên gọi là Tứ Di Quán (四夷館, lit. Institute of the Four Barbarians, Translators Institute) bao gồm các ngôn ngữ tại các nơi mà đoàn tàu trong chuyến đi này đã đến, trong đó có cả tiếng Chăm. Tứ Di quán thời này trực thuộc Hàn lâm viện.
Năm Hoằng Trị 9 (1496) thời Minh, Tứ Di quán tách rời khỏi Hàn lâm viện và được điều hành bởi Thái thường tự do quan phó Thái thường tự là Thái thường Thiếu khanh điều hành.
Năm Càn Long 13 (1748), Tứ Di quán gộp lại cùng với Hội đồng quán (會同館, Interpreters Institute) thành một cơ quan riêng tên Hội đồng Tứ dịch quán (會同四譯館, Interpreters and Translators Institute, do quan Lang trung ty Chủ khách (主客司, Bureau of Receptions) cùng quan phó Hồng lô tự (鴻臚寺, Court of State Ceremonial), đồng điều hành.
Trong quyết định thay đổi tên này, vua Càn Long đã đổi lại tên Tứ Di (四夷, rợ bốn phương) với ý nghĩa khinh miệt các sắc tộc khác ngoài Trung nguyên thành Tứ Dịch (四譯, dịch thuật các ngôn ngữ bốn phương) với ý nghĩa dịch thuật. Trong chữ Hán Quan thoại, cả Di và Dịch đều được phát âm giống nhau nên việc thay đổi không ảnh hưởng đến phát âm của tên viện, nhưng trong ngôn ngữ để viết, hai từ này đều có 2 nghĩa hoàn toàn khác nhau, việc thay đổi từ này là một thay đổi lớn và có ý nghĩa tôn trọng những sắc tộc khác ngoài Trung nguyên thời Thanh.

### Vụ hỏa hoạn Hàn lâm viện năm 1900
Trong cuộc bao vây khu vực Đại sứ quán các nước tại Bắc Kinh, việc nổi lửa của nghĩa quân Nghĩa Hòa Đoàn để đốt cháy khu đại sứ quán Anh đã dẫn đến việc thiêu cháy những tòa nhà của Hàn lâm viện trong cùng khu vực, thiêu hủy rất nhiều tài liệu quý giá xưa được lưu giữ tại Hàn lâm viện thời này. Trong cuộc hỏa hoạn này, phần lớn bản in duy nhất của bộ bách khoa toàn thư đồ sộ Vĩnh Lạc đại điển đã bị thiêu mất.

## Tại Việt Nam
Vị Hàn lâm học sĩ người Việt được biết đến sớm nhất trong lịch sử Việt Nam là Khương Công Phụ, người châu Ái quận Cửu chân. Ông vốn đã đậu tiến sĩ năm Quảng Đức 2 (764) thời Đường và được ban chức Hiệu thư lang (校書郎, Editor) trật Chánh cửu phẩm thượng, giúp việc soạn thảo văn kiện, làm việc tại kinh đô Trường An. Năm Kiến Trung nguyên niên (780) thời Đường, nhân vua Đường Đức Tông mở ân khoa tìm người hiền tài, hiến kế cải cách đất nước, ông đỗ khoa này, được thăng chức Hữu Thập di (右拾遺, Reminder) thuộc Trung thư sảnh (中書省, Secretariat) chỉnh sửa văn kiện, trật Tòng bát phẩm. Dịp này, ông còn được bang chức Hàn lâm học sĩ (翰林學士, Hanlin Academician) thuộc Hàn lâm viện.

### Thời Lý
Thời Lý, danh từ Hàn lâm được biết đến lần đầu tiên trong các triều đại Việt Nam.
Theo Kiến văn tiểu lục của Lê Quý Đôn, chức Hàn lâm học sĩ đã được đặt vào thời Lý Thái Tông (1028-1054) cùng các chức vụ quan trọng khác
Năm Quảng Hựu 2 (1086) thời Lý Nhân Tông, triều đình mở khoa thi cử tuyển lấy những người có học vấn cao, sung vào Hàn lâm viện. Trong kỳ thi này, Mạc Hiển Tích đỗ đầu và được bổ chức Hàn lâm học sĩ , điều hành Hàn lâm viện. Số Hàn lâm học sĩ được phân định trong Hàn lâm viện thời này không rõ là bao nhiêu người.

### Thời Trần
Theo Lịch triều Hiến chương loại chí, mục Quan chức chí, quan chế đời Trần có chức Hàn lâm học sĩ phụng chỉ và chức Hàn lâm viện học sĩ. Việc này đồng nghĩa với chức Hàn lâm học sĩ phụng chỉ là chức chưởng quan, trên chức Hàn lâm viện học sĩ. Đây là 2 chức riêng biệt. Trường hợp Hồ Tông Thốc từ chức Hàn lâm viện học sĩ thăng Hàn lâm học sĩ phụng chỉ 14 năm sau là một ví dụ
Thời Trần Thánh Tông (1258-1279), mùa Xuân, tháng giêng, Hàn lâm viện học sĩ kiêm Giám tu quốc sử Lê Văn Hưu vâng sắc chỉ soạn xong bộ Đại việt sử ký từ Triệu Vũ đế đến Lý Chiêu Hoàng, gồm 30 quyển, dâng lên. Vua xuống chiếu khen ngợi.
Năm Thiệu Long 10 (1267) thời Trần Thánh Tông, Đặng Kế (鄧薊) làm Hàn lâm viện học sĩ, Đỗ Quốc Tá làm trung thư sảnh trung thư lệnh, đều là nho sĩ văn học. Việc bổ nhiệm này là một sự kiện quan trọng trong các triều đại Việt Nam vì bắt đầu từ đây, người có văn học được giữ quyền bính trong triều đình
Năm Thiệu Bảo 4 (1282) tháng 6 thời Trần Nhân Tông, nhà Nguyên Trung Quốc, trong chiến lược xâm lăng Việt Nam, phong chú vua Trần Nhân Tông là Trần Di Ái làm vua Trần, bổ Lê Mục làm Hàn lâm học sĩ, Lê Tuân làm Trung thư lệnh, về lại Đại Việt, nhưng nhà Trần sai binh đánh dẹp tại biên giới, bắt được tất cả, tha chết, xử vào tội đồ làm lính
Cùng năm này tháng 10, thái sư Đinh Củng Viên được kiêm bổ chức Hàn lâm học sĩ phụng chỉ (翰林學士奉旨, Hanlin Academician Recipient of Edicts), điều hành các quan Hàn lâm học sĩ cùng viện
Năm Hưng Long 14 (1305) thời Trần Anh Tông, vua sai Hàn lâm học sĩ Lê Tông Nguyên, Trung thị đại phu Bùi Mộc Đạc sang Nguyên đáp lễ
Năm Hưng Long 16 (1308) thời Trần Anh Tông, Trương Hán Siêu được bổ chức Hàn lâm học sĩ
Năm Thiệu Long 8 (1348) thời Trần Dụ Tông, mùa xuân, tháng giêng, lấy ngự tiền học sinh Đỗ Tử Bình làm thị giảng
Năm Đại Trị 2 (1359) thời Trần Dụ Tông, bổ Lê Quát chức Hàn lâm học sĩ phụng chỉ
Năm Thiệu Khánh 3 (1372) thời Trần Nghệ Tông, bổ Hồ Tông Thốc làm Hàn lâm học sĩ
Năm Xương Phù 10 (1386) thời Trần Phế Đế, quan Hồ Tông Thốc được thăng chức Hàn lâm học sĩ phụng chỉ
Năm Quang Thái 2 (1389) thời Trần Thuận Tông, lấy cựu Hàn lâm học sĩ Trần Tôn làm Thiếu bảo cùng gia thần là Nguyễn Khang làm phụ tá

#### Lưu ý
- Chức Hàn lâm học sĩ phụng chỉ thời này không có chữ viện trong tên chức
- Chức Hàn lâm học sĩ thời này phần lớn được viết Hàn lâm học sĩ
- Chức Thị giảng của Đỗ Tử Bình thời này có thể không thuộc Hàn lâm viện. Chức Thị giảng là chức làm việc chính giảng dạy kinh sử tại Đông các (cung thái tử) hoặc tại các cung dành cho các hoàng tử khác

### Thời Hồ
Năm Thiệu Thành nguyên niên (1401) thời Hồ Hán Thương, quan Nguyễn Phi Khanh (thân phụ Nguyễn Trãi) được bổ chức Hàn lâm học sĩ.

### Thời thuộc Minh
Năm Bình Định Vương 10 (1427), Bình Định Vương (tức vua Lê Thái Tổ sau này) lệnh bổ thuộc lại Hàn lâm viện và bốn đạo gồm 515 người.
Cũng vào năm này, Bình Định Vương lấy Hàn lâm viện thừa chỉ học sĩ Nguyễn Trãi làm Triều liệt đại phu, Nhập nội hành khiển, Lại bộ thượng thư kiêm hành Khu mật viện sự. Việc phong này đồng nghĩa với việc nhà Lê dùng chức Hàn lâm viện thừa chỉ học sĩ (翰林院承旨學士) thay cho Hàn lâm học sĩ phụng chỉ (翰林學士奉旨) thời Trần.
- Tại Trung Quốc, chức được đặt với tên là Hàn lâm học sĩ thừa chỉ (翰林學士承旨). Tại Việt Nam, chức được đặt với tên là Hàn lâm viện thừa chỉ học sĩ (翰林院承旨學士)

Cuối năm này, Bình Định Vương bổ Hàn lâm đãi chế (翰林待制, Hanlin Compiler-in-waiting) Lê Thiếu Dĩnh cùng 3 vị quan khác chức Thẩm hình viện sứ.
- Tại Trung Quốc, chức Hàn lâm đãi chế được đặt năm 712 thời Đường và xóa bỏ vào thời Minh năm 1381
- Chức Hàn lâm đãi chế không thêm chữ viện như thường lệ khi đặt tên chức

### Thời Lê Sơ

#### Biên chế

##### Các điểm cần lưu ý
Thời Lê sơ, từ thời Bình Định Vương đến hết thời Lê Trung Hưng, Hàn lâm viện được cải thiện từ các triều trước đó, dần dần được tổ chức hoàn chỉnh vào năm Hồng Đức nguyên niên (1470) thời Lê Thánh Tông, và được áp dụng đến hết thời Lê Trung Hưng. Dưới đây là các điểm cần lưu ý về Hàn lâm viện thời Lê sơ:
- Trước năm Hồng Đức nguyên niên (1470), không rõ các chức Hàn lâm viện thời Lê sơ được phân định phẩm trật ra sao
- Chức Hàn lâm viện Đại học sĩ (tức chưởng quan Hàn lâm viện) - chức này có thể chỉ tồn tại vài năm từ khoảng 1465 đến 1469 vì:
  - Chức này do Lê Thánh Tông chỉ định khi vua đặt chức Đại học sĩ cho các điện. Theo Lịch triều hiến chương loại chí, mục Quan chức chí, "Thánh Tông - năm Quang Thuận thứ 1 (1460-1470), chọn đặt quan Thượng thư các bộ, lại đặt chức Đại học sĩ các điện".
  - Trước năm 1433, Nguyễn Trãi đang giữ chức Hàn lâm học sĩ thừa chỉ, được bổ từ thời Bình Định Vương chưa lên ngôi vua, nên không thể có chức Hàn lâm viện Đại học sĩ cao hơn chức này của ông
  - Những năm từ 1433 đến 1465, chức này không được nhắc đến trong khi chức Trực học sĩ hoặc các chức khác trong Hàn lâm viện được nhắc đến nhiều. Nếu đây là chức cao nhất trong Hàn lâm viện thời này, có lẽ ít nhất cũng đã được nhắc đến vài lần.
  - Năm 1465, chức này được nhắc đến trong Bấy giờ, Hàn lâm viện đại học sĩ quyền Ngự sử đại phu Trần Bàn[48] tâu rằng...[45] Như vậy, chức Đại học sĩ tại Hàn lâm viện đã có vào năm 1465 hoặc trước đó khoảng một hoặc vài năm.
  - Năm 1469, là năm cuối cùng chức được nhắc đến trong việc vua lệnh Hàn lâm viện đại học sĩ thự viện sự kiêm Quang lộc tự khanh đồng tri kinh diên sự Vũ Vĩnh Trinh[49] cùng các quan khác làm độc quyển (讀卷, Palace Examination Reader).[45]
  - Chức này được Lê Thánh Tông bãi bỏ sau cuộc cải tổ năm Hồng Đức nguyên niên (1470)
- Chức Hàn lâm viện Đại học sĩ trên:
  - Không phải là chức Đại học sĩ triều Minh nguyên tên là Nội các Đại học sĩ (內閣大學士大學士, Grand Secretary of the Grand Secretariat), chuyên trách việc cố vấn vua. Đây là chức Đại học sĩ phong cho các điện, viện. Vì vậy, tên dịch tiếng Anh cho chức Đại học sĩ trong Hàn lâm viện này cần là Grand Academician coi về việc học thuật, không phải là Grand Secretary coi về việc chính sự
  - Chỉ có trong thời Lê sơ và không có trong quan chế triều Trung Hoa
  - Tại Hàn lâm viện, khi có chức Hàn lâm viện Đại học sĩ, cấp bậc là cấp 1 - 1 Hàn lâm Đại học sĩ, cấp 2 - nhiều Hàn lâm học sĩ thừa chỉ, cấp 3 - nhiều Hàn lâm học sĩ, cấp 4, v.v. Ví dụ:
    - Năm Quang Thuận 7 (1466) thời Lê Thánh Tông, sai Hàn Lâm viện đại học sĩ quyền ngự sử đài đô ngự sử đại phu Trần Bàn làm giám thí. Hàn lâm viện thừa chỉ Nguyễn Trực, Hàn lâm viện thừa chỉ quyền Hộ bộ hữu thị lang kiêm Cẩn Đức điện đại học sĩ nhập thị kinh diên tả xuân phường thái tử tả dụ đức Nguyễn Cư Đạo, Hàn lâm viện học sĩ hành Hải Tây đạo Tuyên chính sứ ty tham tri kiêm bí thư giám học sĩ Vũ Vĩnh Trinh làm độc quyển.
- Chức Học sĩ:
  - Học sĩ nguyên được dùng trong Hàn lâm viện bắt đầu từ thời Chiến Quốc. Bắt đầu từ thời Đường, lệ triều đình gắn chức Học sĩ vào tên các chức trong Hàn lâm viện để phân biệt tước vị cao quý hơn chức thường. Ví dụ, Thị độc học sĩ là chức cao quý hơn chức Thị độc. Thời Lê sơ, chức Học sĩ từ thời Bình Định Vương được dùng cho những chức cấp cao trong Hàn lâm viện như Hàn lâm viện Học sĩ, Hàn lâm viện thừa chỉ học sĩ hoặc Hàn lâm viện thị độc học sĩ. Đến thời Hồng Đức nguyên niên (1470), chức Học sĩ được xóa bỏ trong Hàn lâm viện (mặc dù vẫn được áp dùng tại các viện khác với trật Chánh tứ phẩm).[50] Những chức xưa như Hàn lâm viện thừa chỉ học sĩ lúc này được cải thành Hàn lâm thừa chỉ, hoặc Hàn lâm viện thị độc học sĩ được cải thành Hàn lâm viện thị độc. Thời Lê Trung Hưng, chức học sĩ được bỏ hoàn toàn tại mọi viện, điện trừ Đông các học sĩ vẫn được dùng như lệ có từ thời Hồng Đức.
- Chức Thừa chỉ nói chung hay Hàn lâm học sĩ thừa chỉ nói riêng là chức đã được đặt từ thời Đường và được dùng đến hết thời Nguyên. Bắt đầu từ nhà Minh, chức Hàn lâm học sĩ thừa chỉ không còn được dùng.[13] Tại Việt Nam, chức thừa chỉ được gọi là Hàn lâm viện thừa chỉ học sĩ thay vì là Hàn lâm học sĩ thừa chỉ như tại các triều đại Trung Hoa. Tại Trung Hoa, chức Hàn lâm học sĩ thừa chỉ là chức chưởng quan Hàn lâm viện thời Đường đến thời Nguyên. Tuy vậy, thời Hậu Lê bắt đầu từ năm Hồng Đức 16 (1485), chức Hàn lâm viện thừa chỉ là chức đã được phong cho Thân Nhân Trung vào năm 1477 và không còn phong cho ai khác. Thời này (1485 trở đi), chức Hàn lâm viện thừa chỉ không còn là chức chưởng quan Hàn lâm viện điều hành công việc tại viện, trách nhiệm chưởng quan Hàn lâm viện này được đưa qua cho chức Hàn lâm viện chưởng viện sự hoặc Hàn lâm việc tham chưởng việc sự. Xem thêm mục Việc phong chức Chưởng viện khó hiểu từ thời Hồng Đức trở đi về vấn đề này.
- Chức Trực học sĩ được bang khá nhiều trước năm Hồng Đức nguyên niên (1470). Sau năm này, Trực học sĩ không còn được nhắc đến trong vào thời Lê nữa. Có lẽ khi chức Học sĩ được bãi bỏ, chức Trực học sĩ và hàm Tri chế cáo (tức hàm được thăng của các quan Hàn lâm học sĩ sau khi làm tại Hàn lâm viện 1 năm) cũng bị bãi bỏ
- Chức Biên tu (編修官, Junior Compiler), trật Chánh bát phẩm là một chức phổ biến trong các triều đại Trung Hoa, đặt ra từ thời Tống và là chức ban cho các Trạng nguyên thời Minh lại không được dùng trong triều Lê. Chức này mãi đến thời Nguyễn mới áp dụng.

##### Việc phong chức Chưởng viện từ thời Hồng Đức
Những năm về sau khoảng từ 1485 trở đi, triều Lê thường phong chức Hàn lâm viện Chưởng viện sự (翰林院掌院事, Chancellor of the Hanlin Academy) tức quan đứng đầu Hàn lâm viện cho các quan Hàn lâm viện thị độc hoặc Hàn lâm viện thị giảng, là 2 chức với trật Chánh, Tòng ngũ phẩm. Hai chức Hàn lâm viện thị độc, Hàn lâm viện thị giảng này nguyên là hai chức dưới chức Hàn lâm viện thừa chỉ, trật Chánh tứ phẩm thời Hậu Lê, đã được đặt từ thời Đường. Nhưng những năm về sau bắt đầu từ năm 1485, sử Việt ghi chép nhiều vị quan Hàn lâm viện thị độc, Hàn lâm viện thị giảng làm chưởng quan Hàn lâm viện. Việc phong chức này đưa đến những nghi ngờ về việc chức quan nào là chức chưởng quan Hàn lâm viện bắt đầu từ thời Hồng Đức trở đi cho đến hết thời Lê Trung Hưng. Các sách sử Việt đều không nhắc đến về vấn đề này. Ngay cả Lịch triều hiến chương lại chí của Phan Huy Chú, bộ sách được dùng bởi các học giả tra cứu về chức phẩm, xã hội thời Hồng Đức cũng không hề viết về vấn đề xung quanh việc phong chức chưởng viện này. Các câu hỏi được đặt ra:
- Vì sao chức Hàn lâm viện thị độc hoặc Hàn lâm viện thị giảng là hai chức thấp (trật ngũ phẩm) lại được bổ vào chức Hàn lâm viện chưởng viện sự?
- Vì sao chức Hàn lâm viện thừa chỉ (thời Hồng Đức do Thân Nhân Trung nắm giữ) vẫn còn trong Hàn lâm viện mà chức Hàn lâm viện thị độc hoặc Hàn lâm viện thị giảng lại được bổ chức Hàn lâm viện chưởng viện sự?
- Vì sao chức Hàn lâm viện thị độc hoặc Hàn lâm viện thị giảng lại được kiêm thêm chức Lễ bộ thượng thư hoặc thị lang, là các chức có trật nhị phẩm hoặc tam phẩm cao hơn nhiều so với trật ngũ phẩm của chức Hàn lâm viện thị độc hoặc Hàn lâm viện thị giảng?

Đây là những câu hỏi nên được giải đáp thỏa đáng nhưng đến nay, dường như chưa có sách vở hoặc bài viết nào giải đáp các câu hỏi trên.
Theo Đại Việt sử ký toàn thư, chức Hàn lâm viện chưởng viện sự đã được nhắc đến qua các sự kiện sau:
- Năm Hồng Đức 16 (1485), lấy Lê Quảng Chí làm Lễ bộ tả thị lang kiêm Hàn lâm viện chưởng viện sự
- Năm Hồng Đức 20 (1489), lấy Lưu Hưng Hiếu làm Hàn lâm viện thị giảng tham chưởng Hàn lâm viện sự
- Năm Hồng Đức 22 (1491), lấy Nguyễn Xung Xác làm Lễ bộ tả thị lang kiêm Hàn lâm viện thị độc chưởng Hàn lâm viện sự
- Năm Hồng Đức 24 (1493), sai Hàn lâm viện thừa chỉ Đông các đại học sĩ kiêm Quốc tử giám tế tửu Thân Nhân Trung, Lại bộ thượng thư Nguyễn Bá Ký, Hàn lâm viện thị độc Đông các đại học sĩ Đỗ Nhuận, Đông các học sĩ Lê Quảng Chí, Hàn lâm viện thị thư chưởng Hàn lâm viện sự kiêm Sùng Văn quán Tú lâm cục tư huấn Lương Thế Vinh, Đông các hiệu thư Ngô Luận làm độc quyển
- Năm Hồng Đức 26 (1495), sai bọn[51] Đông các đại học sĩ Thân Nhân Trung, Đỗ Nhuận; Đông các hiệu thư Ngô Luân, Ngô Hoán; Hàn lâm viện thị độc chưởng sự Nguyễn Xung Xác; "Hàn lâm viện thị độc tham chưởng viện sự Lưu Hưng Hiếu"[52]; Hàn lâm viện thị thư Nguyễn Quang Bật, Nguyễn Đức Huấn, Vũ Dương, Ngô Thầm; Hàn lâm viện đãi chế Ngô Văn Cảnh, Phạm Trí Khiêm, Lưu Thư Ngạn; Hàn lâm viện hiệu lý Nguyễn Nhân Bị, Nguyễn Tôn Miệt, Ngô Quyền, Nguyễn Bảo Khuê, Bùi Phổ, Dương Trực Nguyên, Chu Hoãn; Hàn lâm viện kiểm thảo Phạm Cẩn Trực, Nguyễn Ích Tốn, Đỗ Thuần Thứ, Phạm Nhu Huệ, Lưu Dịch, Đàm Thận Huy, Phạm Đạo Phú cùng họa lại vần
- Năm Hồng Đức 26 (1495), vua soạn tập Cổ kim bách vịnh thi, Hàn lâm viện thị độc chưởng viện sự Nguyễn Xung Xác và Tham chưởng Lưu Hưng Hiếu họa vần, Đông các đại học sĩ Thân Nhân Trung và học sĩ Đào Cử phụng bình
- Năm Hồng Đức 27 (1496), sai Hàn lâm viện thừa chỉ Đông các đại học sĩ kiêm Quốc tử giám tế tửu Thân Nhân Trung, Hàn lâm viện thị độc Đông các học sĩ Đào Cử, Hàn lâm viện thị giảng chưởng Hàm lâm viện sự[53] Lưu Hưng Hiếu, Đông các Hiệu thư Ngô Luân, Ngô Hoán, Hàn lâm viện thị thư kiêm Tú lâm cục tư huấn Trần Khắc Niệm và Hàn lâm viện thị thư Ngô Thầm làm độc quyển
- Năm Cảnh Thống 2 (1499), ngày mồng 9, thi Điện. Đầu bài văn sách hỏi về nhân tài và vương chính. Sai Đông các học sĩ Nguyễn Bảo, Hàn lâm viện thị giảng tham chưởng hàn lâm viện sự Lê Ngạn Tuấn làm độc quyển.
- Năm Cảnh Thống 5 (1502), sai Lễ bộ thượng thư kiêm Hàn lâm viện thị độc chưởng Hàn lâm viện sự[54] Nguyễn Bảo và các quan khác làm độc quyển
- Năm Đoan Khánh 2 (1506), khởi phục Đỗ Nhân là Lễ bộ hữu thị lang Hàn lâm viện thị độc tham chưởng Hàn lâm viện sự, vì nhân về nghỉ tang mẹ vừa hết trở
- Năm Hồng Thuận nguyên niên (1509), sai Lễ bộ tả thị lang Hàn lâm viện thị độc chưởng Hàn lâm viện sự Lương Đắc Bằng soạn bi ký
- Năm Hồng Thuận 2 (1510), bổ Hàn lâm viện thị độc tham chưởng Hàn lâm viện sự Lương Đắc Bằng làm Lại bộ tả thị lang[55]
- Năm Quang Thiệu 5 (1520), lấy Nguyễn Hữu Nghiêm làm chưởng Hàn lâm viện sự
- Năm Đức Long 4 (1632), gia thăng Lễ bộ thượng thư kiêm Hàn Lâm viện thị độc chưởng Hàn lâm viện sự, Đông các học sĩ, quốc lão tham dự triều chính. Thiếu uý Lan quận công Nguyễn Thực làm thái bảo
- Năm Đức Long 6 (1634), gia phong Lễ bộ thượng thư kiêm Hàn lâm viện thị độc chưởng hàn lâm viện sự, Đông các học sĩ quốc lão tham dự triều chính, Thái bảo Lang quận công Nguyễn Thự chức Hộ bộ thượng thư thái phó trí sĩ. Từ khi bản triều khôi phục đến đây, thượng thư quốc lão về trí sĩ bắt đầu từ Thực.[56]
- Năm Vĩnh Thọ 4 (1661), gia phong Hộ bộ thượng thư kiêm Hàn lâm viện thị giảng chưởng Hàn lâm viện sự,Thiếu bảo Bạt quận công Dương Trí Trạch làm Lại bộ thượng thư quốc lão thái bảo cho về trí sĩ.

Theo suy luận từ dữ liệu trên từ Đại Việt sử ký toàn thư và từ dữ liệu về việc cải tổ thời Hồng Đức nguyên niên (1470) từ Lịch triều hiến chương loại chí, mục Quan chức chí:
- Chức Hàn lâm viện thị độc là chức cao nhất trong Hàn lâm viện từ những năm Hồng Đức trở về sau. Khi cải tổ Hàn lâm viện, chức Hàn lâm học sĩ, trực học sĩ, hàm Tri chế cáo đều đã được bãi bỏ.
- Chức Hàn lâm viện thừa chỉ do Thân Nhân Trung nắm giữ (từ năm 1477 đến khi quan mất năm 1499) là chức được phong từ năm 1477. Mãi đến năm 1485, chức Hàn lâm viện chưởng viện sự lần đầu tiên được bổ cho Lễ bộ tả thị lang Lê Quảng Chí. Hai việc này có thể cho ta suy đoán rằng trước hoặc gần năm 1485, Thân Nhân Trung vẫn điều hành công việc hàng ngày tại Hàn lâm viện. Nhưng những năm sau đó, triều đình tập trung vào việc tạo dựng nền tảng giáo dục, đào tạo nhân tài cho đất nước với các khoa thi cử, với khoa thi đầu tiên năm Giáp Thìn 1484, nên Thân Nhân Trung, với 3 chức rất cao là Hàn lâm viện thừa chỉ, Đông các Đại học sĩ, và Quốc tử giám Tế tửu, có lẽ tập trung phần lớn thời gian vào các việc trong Quốc tử giám, tổ chức việc giáo dục các nhân tài trong tương lai. Còn việc thường ngày điều hành công việc hành chính trong Hàn lâm viện, vẫn rất quan trọng nhưng có lẽ không quan trọng hơn việc tạo dựng nền tảng giáo dục qua khoa cử, triều đình giao cho các quan chức cao nhất trong Hàn lâm viện (tức Hàn lâm viện thị độc, Hàn lâm viện thị giảng) nắm giữ. Khi cần, Thân Nhân Trung có thể cố vấn cho Hàn lâm viện về những việc cần làm, nhưng trong công việc thường này của viện, đây không phải là trách nhiệm cần đến Thân Nhân Trung.
- Việc Thân Nhân Trung tiếp tục giữ chức Hàn lâm viện thừa chỉ khi chức Hàn lâm viện chưởng viện sự được phong cho các quan Hàn lâm viện khác là điều dễ hiểu. Chức Hàn lâm viện thừa chỉ đã được bổ cho Thân Nhân Trung từ năm 1477 cho đến khi quan mất năm 1499 là chức quan trật cao và có thể nói là một chức danh vọng nhất (ngoại trừ chức Thượng thư trong coi việc chính sự) cho các học quan xưa. Vua Lê Thánh Tông không có lý do gì xóa chức này của Thân Nhân Trung trong khi ông còn giữ thêm chức Đông Các Đại học sĩ và Quốc tử giám tế tử. Tuy vậy, thời Hồng Đức về sau, ngoại trừ Thân Nhân Trung, vua Lê Thánh Tông không còn phong chức Hàn lâm viện thừa chỉ cho quan nào nữa.[57] Việc này cho thấy, bắt đầu từ thời Hồng Đức (1470) trở về sau, triều Lê sơ (và triều Mạc lẫn thời Lê Trung Hưng sau này), đều áp dụng biên chế dùng các quan trong Hàn lâm viện như Hàn lâm viện thị độc, Hàn lâm viện thị giảng, hoặc lệnh các quan Thượng thư, Thị lang từ bộ Lễ hoặc bộ Lại kiêm thêm chức chưởng quan Hàn lâm viện. Việc này không phải là một trường hợp đặc biệt vì đây cũng là biên chế mà nhà Thanh Trung Quốc đã áp dụng sau này.
- Việc kiêm chức thường là dành cho quan Thượng thự, thị lang bộ Lễ (hoặc bộ Lại) kiêm thêm chức chưởng quan Hàn lâm viện, không đi theo hướng ngược lại. Điều đó nghĩa là, một vị quan Lễ bộ thượng thư hoặc Lễ bộ tả thị lang, trật nhị hoặc tam phẩm được bổ kiềm chức Hàn lâm viện chưởng viện sự, chứ không phải là một vị quan với chức Hàn lâm viện thị độc, trật ngũ phẩm, được bổ kiềm chức Lễ bộ thượng thư hoặc Lễ bộ tả thị lang, trật nhị hoặc tam phẩm.
- Việc năm Hồng Thuận 2 (1510), bổ Hàn lâm viện thị độc tham chưởng Hàn lâm viện sự Lương Đắc Bằng làm Lại bộ tả thị lang gây ngộ nhận rằng một vị quan chức Hàn lâm viện chưởng viện sự (trật Chánh ngũ phẩm) lại được thăng chức Lại bộ tả thị lang (trật Chánh nhị phẩm). Thật ra, năm trước tức năm Hồng Thuận nguyên niên (1509), Lương Đắc Bằng đã là Lễ bộ tả thị lang kiêm Hàn lâm viện thị độc chưởng Hàn lâm viện sự.[58] Năm sau (1510), Lương Đắc Bằng được thuyên chuyển sang làm Lại bộ tả thị lang, không liên quan đến chức Hàn lâm viện chưởng viện sự là chức ông đã được nắm giữ trước đó.
- Việc kiềm thêm chức Hàn lâm viện thị độc là một cách phong để vị quan có "danh chính ngôn thuận" trong việc giảng giải kinh sách. Hàn lâm viện thị độc là chức cần người uyên thâm, thuộc các kinh sử, có kiến thức cao hơn Thị giảng. Người giữ chức này cần biết ngắt câu vì sách Nho xưa viết không ngắt câu, và là người có thể đọc thuộc lòng những đoạn kinh truyện. Vì vậy chức này ngoài việc soạn thảo chế cáo, còn là chức giữ trách nhiệm giảng giải kinh sách, câu cú khi cần. Vì lý do này, triều đình cần bổ chức "danh chính ngôn thuận", chứ không thể có việc một chức quan Thượng thư (quan cấp bậc cao nhất chuyên coi việc chính sự) lại đi giảng dạy kinh truyện. Cũng như việc giao chức Hàn lâm viện chưởng viện sự, triều đình cần bổ kiềm chức này, chứ không thể nào một chức quan Thượng thư lại điều hành Hàn lâm viện mà không có chức vụ "danh chính ngôn thuận" Hàn lâm viện chưởng viện sự để điều hành. Thông lệ kiềm chức học thuật này cho các quan với phẩm trật cao rất thông dụng trong các triều đại quân chủ Á Đông.
- Việc bổ kiềm hai chức Hàn lâm viện thị độc Chưởng Hàn lâm viện sự có ý nghĩa là vị quan được bổ kiềm theo 2 chức, một chức là Hàn lâm viện thị độc chuyên giải giảng kinh sách, chấm câu. Còn chức kia là chức điều hành Hàn lâm viện.
- Việc khen chê sự khấc nhau về phẩm trật giữa chức Thượng thư và chức kiềm Hàn lâm viện thị độc hoặc Hàn lâm viện thị giảng là do sau này, khi tìm hiểu về các chức kiềm, các học giả hoặc độc giả thường chỉ giới hạn việc so sánh về phẩm trật hơn là việc thực dụng của việc bổ kiềm, nên thường có ngộ nhận cao thấp tốt xấu. Thật ra, chức Hàn lâm viện thị độc là chức cao nhất thời Hồng Đức trong Hàn lâm viện, nên việc được bổ chức này là một danh dự cho vị quan khi được bổ vào một chức học thuật trong một viện được trọng vọng nhất trong thời Nho học xưa. Về lương và chức, lương được trả theo chức hiện có và phẩm vẫn là phẩm vị quan đã được phong cùng với chức hiện có, nên việc suy đoán đây là việc giáng cấp là ngộ nhận. Việc bổ kiềm này là một thông lệ rất thường trong các triều đại quân chủ Á Đông. Việc được bổ kiềm chức vụ trong Hàn lâm hoặc điều hành Hàn lâm viện là một danh dự và không ảnh hưởng đến lương chức. Vì vậy, việc bổ kiềm này không thể xem là việc giáng cấp đáng xấu hổ cho các quan Thượng thư, thị lang.
- Sau cùng, thời Hồng Đức, chức Hàn lâm viện chưởng viện sự này là chức có thể do một hoặc hai vị quan điều hành, không như chức Hàn lâm học sĩ thừa chỉ xưa hoặc Hàn lâm chưởng viện sự thời Nguyễn sau này chỉ do một vị quan nắm giữ. Thời Hồng Đức, vị quan điều hành thứ 2 được bổ chức Tham chưởng Hàn lâm viện chưởng viện sự. Ví dụ năm Hồng Đức 20 (1489), lấy Lưu Hưng Hiếu làm Hàn lâm viện thị giảng tham chưởng Hàn lâm viện sự

Tóm lại, việc phong chức chưởng viện sau năm 1485 là việc có thể suy đoán như trên dù chưa có sử sách hoặc bài viết nào viết về việc này. Cần lưu ý là dù có nhắc đến tên Hàn lâm viện chưởng viện sự, nhưng sử Việt như Lịch triều hiến chương loại chí không hề nhắc đến chức này trong phẩm trật thời Hồng Đức và thời Bảo Thái về sau. Dường như đây là chức Sai khiển (差遣, Duty Assignment), đã được áp dụng tại các triều đại Trung Hoa từ rất xưa.

##### Tên chức trong Hàn lâm viện thời Lê sơ
Dưới đây là các tên chức với tiếng Việt, chữ Hán và tiếng Anh cùng với những giải thích về các chức này thời Lê sơ. Để biết thêm chức có hay không trong các triều Lê sơ, xem thêm tại các mục dưới thuộc các triều. Các chức Hàn lâm viện này được sắp xếp theo cấp bậc quan trọng của chức trong Hàn lâm viện, từ cấp cao nhất đến chức thấp nhất.
Lưu ý: Tại Việt Nam, Hàn lâm viện được dùng gắn vào tên chức, khác với cách dùng tại Trung Quốc. Vì vậy, các chức dưới đều gắn Hàn lâm viện ngoại trừ các chức không kể đến như Chủ thư lệnh sử hoặc Nội lệnh sử.
1. Hàn lâm viên Đại học sĩ (翰林院大學士, Hanlin Grand Academician) - đứng đầu viện vào những năm 1465 đến 1469, có lẽ cũng là một trong những Hàn lâm học sĩ được bầu ra
2. Hàn lâm viện thừa chỉ học sĩ (翰林院承旨學士, Hanlin Recipient of Edicts Academician) - đứng đầu viện khi không có chức Hàn lâm Đại học sĩ. Vị quan với chức là một trong những vị quan Hàn lâm học sĩ
3. Hàn lâm viện Tri chế cáo (翰林院知制誥, Hanlin Participant in the Drafting of Proclamations) - sau khi làm việc 1 năm, quan Hàn lâm học sĩ được phong hàm Tri chế cáo. Quan Hàn lâm học sĩ chưa được thăng Tri chế cáo không được khởi thảo chiếu, cáo, chỉ được thị tùng văn học
4. Hàn lâm viện học sĩ (翰林院學士, Hanlin Academician) - nhóm học sĩ đứng đầu Hàn lâm viện
5. Hàn lâm viện trực học sĩ (翰林院直學士, Hanlin Auxiliary Academician) - tức các học sĩ có học vị thấp hơn Hàn lâm học sĩ - thường là các học sĩ từ các điện, viện khác phụ giúp Hàn lâm viện
6. Hàn lâm viện thị độc học sĩ (翰林院侍讀學士, Hanlin Academician Reader-in-waiting) - giữ việc giảng nghĩa kinh sách. Chức này cần người uyên thâm, thuộc các kinh sử, có kiến thức cao hơn Thị giảng. Người giữ chức này cần biết ngắt câu vì sách Nho xưa viết không ngắt câu và có thể đọc thuộc lòng những đoạn kinh truyện
7. Hàn lâm viện thị giảng học sĩ (翰林院侍講學士, Hanlin Academician Expositor-in-waiting) - phụ trách việc giải thích, bình luận, chú thích các văn thơ ca chế biểu
8. Hàn lâm viện thị độc (翰林院侍讀學士, Hanlin Reader-in-waiting) - giống Thị độc học sĩ nhưng không có hàm Học sĩ nên không cao quý bằng Hàn lâm viện Thị độc học sĩ
9. Hàn lâm viện thị giảng (翰林院侍講學士, Hanlin Reader-in-waiting) - giống Thị giảng học sĩ nhưng không có hàm Học sĩ nên không cao quý bằng Hàn lâm viện Thị giảng học sĩ
10. Hàn lâm viện Tả, Hữu Thuyết thư (翰林院說書, Hanlin Lecturer) - coi việc giảng nghĩa kinh sách
11. Hàn lâm viện Thị thư (翰林院侍書, Hanlin Court Calligrapher) - giữ việc thư pháp
12. Hàn lâm viện Đãi chế (翰林院待制, Hanlin Compiler-in-waiting) - sẵn sàng cho biết ý kiến về văn từ trong chiếu chỉ của vua
13. Hàn lâm viện Hiệu lý (翰林院校理, Hanlin Subeditor) - kiểm sát, chỉnh lý và sẵn sàng cho ý kiến về văn từ, chú giải khi có người hỏi về những chữ trong chiếu chỉ của vua
14. Hàn lâm viện Đãi chiếu (翰林院待詔, Hanlin Expectant Official) - như chức Hiệu lý, kiểm sát, chỉnh lý và sẵn sàng cho ý kiến về văn từ, chú giải khi có người hỏi về những chữ trong chiếu chỉ của vua
15. Hàn lâm viện Kiểm thảo (翰林院檢討, Hanlin Examining Editor) - giữ việc kiểm thảo các văn thư
16. Hàn lâm viện Tu soạn (翰林院修撰, Hanlin Senior Compiler) - giữ việc khởi thảo, nhất là các bản thảo về quốc sử, thực lục
17. Hàn lâm viện Hiệu khám (校勘, Hanlin Proofreader) - kiểm sát, chỉnh lý văn từ trong chiếu chỉ[59]
18. Chủ thư lệnh sử (主書令史, Scribal Clerk) - thuộc viên giúp việc soạn thảo [60], thường chưa vào hạng được phẩm
19. Nội lệnh sử (內令史, Clerk) - thuộc viên giúp việc lặt vặt, thường chưa vào hạng được phẩm.
20. * Quốc học bác sĩ (國子博士, Erudite of the National University) - chức vị phong cho các học sĩ uyên bác - đây là chức thường được phong cho các học sĩ trong Quốc tử giám, không thuộc Hàn lâm viện. Theo Lịch triều hiến chương loại chí, mục Quan chức chí, có chức này trong Hàn lâm viện thời Lê, không hẳn là đúng.

Ngoài ra, còn có các chức không thuộc Hàn lâm viện, nhưng liên quan đến viện:
1. Năm Quang Thuận 8 (1467) thời Lê Thánh Tông, bắt đầu đặt chức Ngũ kinh Bác sĩ (五經博士, Erudite of the Five Classics). Bấy giờ các giám sinh học Kinh Thi, Kinh Thư thì nhiều, học Lễ Ký, Chu Dịch, Xuân Thu thì ít, cho nên đặt chức Ngũ kinh bác sĩ, mỗi người chuyên nghiên cứu một kinh để dạy học trò.[45]

##### Hàn lâm viện trước năm 1470
Thời này, không rõ phẩm hàm các chức ra sao.
1. Hàn lâm viện Đại học sĩ - một thời gian ngắn, khoảng 1465 đến 1470
2. Hàn lâm viện Thừa chỉ học sĩ
3. Hàn lâm viện Tri chế cáo - đây là hàm
4. Hàn lâm viện Học sĩ
5. Hàn lâm viện Trực học sĩ
6. Hàn lâm viện Thị độc học sĩ
7. Hàn lâm viện Thị giảng học sĩ
8. Hàn lâm viện Thị độc
9. Hàn lâm viện Thị giảng
10. Hàn lâm viện Tả, Hữu Thuyết thư
11. Hàn lâm viện Thị thư
12. Hàn lâm viện Đãi chế
13. Hàn lâm viện Hiệu lý
14. Hàn lâm viện Đãi chiếu
15. Hàn lâm viện Kiểm thảo
16. Hàn lâm viện Tu soạn[61]
17. Hàn lâm viện Hiệu khám[62]
18. Chủ thư lệnh sử
19. Nội lệnh sử

##### Hàn lâm viện từ năm 1470
1. Hàn lâm viện Đại học sĩ
2. Hàn lâm viện Thừa chỉ - Chánh tứ phẩm
3. Hàn lâm viện Tri chế cáo - đây là hàm
4. Hàn lâm viện Học sĩ
5. Hàn lâm viện Trực học sĩ
6. Hàn lâm viện Thị độc học sĩ
7. Hàn lâm viện Thị giảng học sĩ
8. Hàn lâm viện Thị độc - Chánh ngũ phẩm
9. Hàn lâm viện Thị giảng - Tòng ngũ phẩm
10. Hàn lâm viện Tả, Hữu Thuyết thư - Tòng ngũ phẩm
11. Hàn lâm viện Thị thư - Chánh lục phẩm
12. Hàn lâm viện Đãi chế - Tòng lục phẩm
13. Hàn lâm viện Hiệu lý - Chánh thất phẩm
14. Hàn lâm viện Đãi chiếu - Chánh thất phẩm [63]
15. Hàn lâm viện Kiểm thảo - Tòng thất phẩm
16. Hàn lâm viện Tu soạn - Chánh bát phẩm
17. Hiệu khám[64]
18. Chủ thư lệnh sử - thường chưa vào hạng được phẩm
19. Nội lệnh sử - thường chưa vào hạng được phẩm

Lưu ý, thời Hồng Đức về sau (tức khoảng 1485 trở đi) còn có chức Hàn lâm viện chưởng phủ sự nhưng chức này không được phẩm trật thời Hồng Đức và thời Bảo Thái sau này. Dường như đây là chức Sai khiển (差遣, Duty Assignment).
Theo Lịch triều hiến chương loại chí, mục Quan chức chí, chức vụ Hàn lâm viện thời này được viết rất rõ là:
"Phàm các bài chế, biểu, thơ ca, văn thư, đều phụng mệnh sửa chữa; cùng là sự bầu cử ở triều đường chưa được hợp, đều được làm tờ trình lên"
Ngoài ra, bắt đầu từ thời Hồng Đức, Hàn lâm viện còn có 3 quán trông coi về việc giáo dục:
1. Sùng văn quán (崇文館, Institute for the Veneration of Literature) là quán trông coi về những sách vở, đồ thư, cốt để cung cốt tài liệu và chỉ bảo học sinh
2. Chiêu văn quán (昭文館, Institute for the Glorification of Literature) là quán trông coi việc sao chép, sửa sang, hiệu đính tứ khố đồ thư
3. Tú lâm cục (秀林局, Cultivated Learning Service) là cục trông nom và dạy bảo con các quan viên

Năm Hồng Đức 23 (1492) thời Lê Thánh Tông, mùa đông, tháng 10, sai quan Hàn lâm làm khảo quan trong kỳ thi hương tại 4 ty thừa tuyên là Hải Dương, Sơn Nam, Tam Giang, Kinh Bắc, mỗi ty 4 viên. Quan Hàn lâm làm khảo quan thi hương bắt đầu từ đây.
Quan trọng hơn hết, thời Lê Thánh Tông, mô phỏng biên chế thời Minh, đã ban các chức vụ trong Hàn lâm viện cho các vị tiến sĩ đệ nhất giáp (tam khôi) trong kỳ thi Đình. Sau này, thời Lê Trung Hưng, các tiến sĩ đệ nhị giáp và tam giáp trong kỳ thi Đình cũng được ban các chức vụ. Việc này đồng nghĩa với việc cuốn hút thêm các nhân tài từ tầng lớp sĩ tử qua việc gia nhập và thăng chức trong quan trường một cách nhanh chóng. Theo Kiến văn tạp lục của Lê Quý Đôn:
"Khoảng niên hiệu Hồng Đức... Tiến sĩ vinh quy rồi lại trở về Kinh, lúc ấy triều đường mới bảo cử trao cho quan chức, trao chức lần đầu: Trạng nguyên được trao chức Thị giảng, Bảng nhãn chức Thị thư, Thám hoa chức đãi chế, Hoàng giáp chức Hiệu lý; còn Tiến sĩ thì từ sau khi Trung Hưng, bắt đầu giao cho chức Giám sát, đến niên hiệu Bảo Thái lại theo chế độ cũ, bắt đầu trao cho chức Cấp sự trung; một người ít tuổi nhất được trao chức Hiệu thảo; người nào ứng thí chế khoa được trúng cách, cũng trao cho chức Hiệu thảo"

##### Hàn lâm viện thời Lê Trung Hưng
Tương tự thời Hồng Đức nguyên niên (1470). Thời này, chức vụ Học sĩ tại các điện, viện được bãi bỏ, ngoại trừ chức Đông các học sĩ vẫn còn được giữ. Việc xóa bỏ chức Học sĩ này tại các điện, viện không liên quan đến Hàn lâm viện vì thời Hồng Đức, chức Học sĩ tại Hàn lâm viện đã được bãi bõ.

##### Thời trước Lê Thánh Tông
Năm Thuận thiên 6 (1433) thời Lê Thái Tổ, mùa đông, tháng 11, Nguyễn Trãi vâng lệnh soạn văn bia Vĩnh Lăng, Hàn lâm viện đãi chế Vũ Văn Phỉ vâng lệnh viết chữ
Năm Thiệu Bình 4 (1437) thời Lê Thái Tông, lấy Hàn lâm viện hiệu khám Nguyễn Khắc Trung làm Tây đạo đại tư mã nha chủ bạ
Năm Thiệu Bình 4 (1437) thời Lê Thái Tông, lấy An phủ phó sứ lộ Nam Sách Thượng là Nguyễn Trực làm Hàn lâm viện thị giảng
Năm Đại Bảo 3 (1442) thời Lê Thái Tông, sai Hàn lâm viện thị độc học sĩ kiêm tri ngự tiền học sinh cục cận thị chi hậu Nguyễn Thiên Tích soạn bài văn bia Hựu Lăng
Năm Thái Hòa nguyên niên (1443) thời Lê Nhân Tông, sai Hàn lâm viện trực học sĩ Nguyễn Khắc Hiếu và các quan khác sang nhà Minh tạ ơn việc sách phong
Năm Thái Hòa 6 (1448) thời Lê Nhân Tông, lấy Hàn lâm viện trực học sĩ Nguyễn Khắc Hiếu làm Thị giảng phụng thị kinh diên. Cùng năm, lấy Trạng nguyên Nguyễn Nghiêu Tư và Tiến sĩ Trịnh Kiêm làm Hàn lâm viện trực học sĩ và lấy Hàn lâm viện Trực học sĩ Nguyễn Khắc Hiếu làm Thị giảng phụng thị kinh diên
Năm Thái Hòa 6 (1448) thời Lê Nhân Tông, lấy tiến sĩ Nguyễn Bá Ký làm Hàn lâm tri chế cáo
Năm Thái Hòa 7 (1449) thời Lê Nhân Tông, sai Thượng thư Trình Dục, Hàn lâm viện trực học sĩ Trịnh Kiên đi sứ Chiêm Thành, mang thư sang dụ và đòi lại người nước ta trước ở Chiêm Thành. Cùng năm, lấy An phủ phó sứ lộ Nam Sách Thượng là Nguyễn Trực làm Hàn lâm viện thị giảng; An Phủ sứ lộ Quy Hóa là Nguyễn Như Đổ và An phủ phó sứ lộ Quốc Oai Hạ là Lương Như Hộc cùng làm Hàn lâm trực học sĩ; lộ giáo thụ Trình Bá Cung, Đào Phục Lễ cùng làm Giám sát ngự sử; Hàn lâm viện trực học sĩ Nguyễn Nghiêu Tư làm An phủ sứ lộ Tân Hưng; Thượng trung thư xá nhân Trịnh Thiết Trường làm An phủ sứ lộ Tân Hưng Hạ; Quốc tử giám giáo thụ Nguyễn Nhữ Bật làm An phủ phó sứ lộ Kiến Xương. Giáo thụ được bổ chức An phủ bắt đầu từ Nhữ Bật.
Năm Thái Hòa 8 (1449) thời Lê Nhân Tông, sai Hàn lâm viện trực học sĩ Nguyễn Như Đổ và Quốc tử giám trợ giáo Đồng Hanh Phát làm phó sứ, sang nhà Minh nộp cống hàng năm.
Năm Thái Hòa 11 (1452) thời Lê Nhân Tông, sai sứ sang nhà Minh. Chánh sứ Thẩm hình viện Phạm Du, phó sứ Hàn lâm viện trực học sĩ Nguyễn Bá Ký và Lễ bộ viên ngoại lang Chu Xa sang mừng việc lập Hoàng thái tử.

##### Thời Lê Thánh Tông và về sau
Năm Quang Thuận 4 (1463) thời Lê Thánh Tông, sai Môn hạ sảnh ty tả gián nghị đại phu tri Bắc đạo quân dân bạ tịch kiêm Hàn lâm viện thừa chỉ học sĩ Nguyễn Như Đổ; Hàn lâm viện thừa chỉ học sĩ tri Đông đạo quân dân Nguyễn Vĩnh Tích; Quốc tử giám tế tửu Nguyễn Bá Ký làm độc quyển.
Năm Quang Thuận 7 (1466) thời Lê Thánh Tông, sai Sùng tiến nhập nội tả đô đốc kiêm thái tử thiếu bảo Lê Cảnh Huy và quyền Chính sự viện thượng thư kiêm Cẩn Đức điện đại học sĩ thái tử tân khách Nguyễn Như Đổ làm đề điệu, Hàn Lâm viện đại học sĩ quyền ngự sử đài đô ngự sử đại phu Trần Bàn làm giám thí. Hàn lâm viện thừa chỉ Nguyễn Trực, Hàn lâm viện thừa chỉ quyền Hộ bộ hữu thị lang kiêm Cẩn Đức điện đại học sĩ nhập thị kinh diên tả xuân phường thái tử tả dụ đức Nguyễn Cư Đạo, Hàn lâm viện học sĩ hành Hải Tây đạo Tuyên chính sứ ty tham tri kiêm bí thư giám học sĩ Vũ Vĩnh Trinh làm độc quyển.
Năm Quang Thuận 8 (1467) thời Lê Thánh Tông, Hàn lâm viện trực học sĩ quyền Công khoa cấp sự trung Lương Thế Vinh hặc tội Trấn điện tướng quân Bùi Huấn. Cùng năm này, bắt đầu đặt Ngũ kinh bác sĩ. Bấy giờ các giám sinh học Kinh Thi, Kinh Thư thì nhiều, học Lễ Ký, Chu Dịch, Xuân Thu thì ít, cho nên đặt chức Ngũ kinh bác sĩ, mỗi người chuyên nghiên cứu một kinh để dạy học trò.
Năm Quang Thuận 8 (1467) thời Lê Thánh Tông, ngày Mậu Dần 14, lấy Hàn lâm viện thị độc học sĩ hành Lại khoa đô cấp sự trung Trịnh Thiết Trường làm Hàn lâm thị giảng học sĩ quyền Công bộ hữu thị lang, quyền Quốc Oai đẳng xứ tán trị thừa tuyên sứ ty tham chính
Năm Quang Thuận 8 (1467) thời Lê Thánh Tông, lấy Hàn lâm viện thị độc học sĩ quyền Ngự sử đài phó đô ngự sử Đào Tuấn làm Thái học tự khanh quyền An Bang đẳng xứ tán trị thừa tuyên sứ ty tham chính trị bản vệ quân sự
Năm Quang Thuận 10 (1469) thời Lê Thánh Tông, Hàn lâm viện trực học sĩ Nguyễn Đức Trinh, Quách Đình Bảo làm độc quyển. Cùng năm này, lấy Thân Nhân Trung làm Hàn lâm viện thị độc; Đàm Tông Lễ làm Hàn lâm viện hiệu lý; Đinh Thức Thông làm Hàn lâm viện trực học sĩ. Sai Thái bảo bình chương quân quốc trọng sự kiêm Đề điệu Quốc tử giám Lê Niệm và nguyên Lại bộ thượng thư Nguyễn Như Đổ làm đề điệu; Đại lý tự khanh quyền Hình bộ hữu thị lang Dương Chấp Trung làm giám thí; Hàn lâm viện thừa chỉ Nguyễn Trực, Hàn lâm viện đại học sĩ thự viện sự kiêm Quang lộc tự khanh đồng tri kinh diên sự Vũ Vĩnh Ninh; Hàn lâm viện trực học sĩ Nguyễn Đức Trinh, Quách Đình Bảo làm độc quyển.
Năm Hồng Đức 15 (1484) thời Lê Thánh Tông, bọn từ thần là Hàn lâm viện thừa chỉ Đông các đại thần học sĩ Thân Nhân Trung, Hàn lâm viện thị độc Đông các hiệu thư Đào Cử, Đàm Văn Lễ, Ngô Luân, Hàn lâm viện thị thư kiêm Tú lâm cục tư huấn Nguyễn Đôn Hậu, Hàn lâm viện thị thư kiêm Sùng văn quán Tú lâm cục tư huấn Lương Thế Vinh, Đông các hiệu thư Lê Tuấn Ngạn, Hàn lâm viện thị độc kiêm Tú lâm cục tư huấn Nguyễn Xung Xác chia nhau soạn văn bia. Bọn Trung thư giám chính tự Nguyễn Tủng và Thái Chúc Liêm cùng điển thư Phạm Lý vâng sắc chỉ viết chữ. Kim quang môn đãi chiếu Tô Ngai vâng sắc chỉ viết chữ triện.
Năm Hồng Đức 16 (1485) thời Lê Thánh Tông, lấy Lê Quảng Chí làm Lễ bộ tả thị lang kiêm Hàn lâm viện chưởng viện sự.
Năm Hồng Đức 20 (1489) thời Lê Thánh Tông, lấy Lưu Hưng Hiếu làm Hàn lâm viện thị giảng tham chưởng Hàn lâm viện sự
Năm Cảnh Thống 2 (1502) thời Lê Hiến Tông, sai Lễ bộ thượng thư kiêm Hàn lâm viện thị độc, trưởng Hàn lâm viện sự Nguyễn Bảo và các quan khác làm độc quyển
Năm Đoan Khánh 2 (1506) thời Lê Uy Mục, khởi phục Đỗ Nhân là Lễ bộ hữu thị lang kiêm Hàn lâm viện thị độc, Tham chưởng Hàn lâm viện sự, vì nhân về nghỉ tang mẹ vừa hết trở
Năm Hồng Thuận 2 (1510) thời Lê Tương Dực, cho Hàn lâm viện thị độc tham chưởng Hàn lâm viện sự Lương Đắc Bằng làm Lại bộ tả thị lang
Năm Hồng Thuận 8 (1516) thời Lê Tương Dực, Trịnh Duy Sản giết vua và quan Hàn lâm thừa chỉ Nguyễn Vũ
Năm Quang Thiệu 20 (1520) thời Lê Chiêu Tông, lấy Nguyễn Hữu Nghiêm làm Hàn lâm viện chưởng viện sự

### Thời Mạc
Thời Mạc, Hàn lâm viện dường như được tổ chức tương tự thời Hồng Đức (1470)
Dù việc khoa cử rất thịnh hành thời Mạc, là triều đại với 11 trên tổng số 45 vị Trạng nguyên qua các đời Trần, Lê, Mạc, các sách vở về tổ chức hành chính về triều Mạc gần như không có hoặc không còn. Nếu có, những sách vở này đều là chữ Hán hoặc nằm trong giới hạn cộng động nghiên cứu sử học Việt Nam. Ngày nay, khi nhắc đến tổ chức hành chính triều Mạc, phần lớn đều cho rằng tổ chức hành chính của triều đại này tương tự thời Lê Thánh Tông, mặc dù triều Mạc có bề dày trên 150 năm, trong đó có 65 năm tại Kinh đô Thăng Long và những năm còn lại tại Cao Bằng

### Thời Trịnh - Nguyễn phân tranh

#### Tại Đàng Ngoài
Tại Đàng Ngoài, Hàn lâm viện dường như được tổ chức tương tự thời Hồng Đức (1470). Thời này tương tự thời Hồng Đức, tiếp tục không đặt chức Học sĩ
Năm Cảnh Trị 9 (1671) thời Lê Huyền Tông, lệ cũ từ thời Hồng Đức (1470), Hàn lâm viện thừa chỉ Chánh tứ phẩm, Hàn lâm viện thị độc Chánh ngũ phẩm, giờ thăng cả hai chức này dưới chức thị lang, đồng trật Tòng tam phẩm
Thời Bảo Thái (1720-1729) thời Lê Dụ Tông, chúa Trịnh Cương nắm quyền, quan chế Hàn lâm viện được quy định phẩm trật như sau:
- Hàn lâm viện Thừa chỉ - Chánh tứ phẩm
- Hàn lâm viện Thị độc - Chánh ngũ phẩm
- Hàn lâm viện Thị giảng - Tòng ngũ phẩm
- Hàn lâm viện Tả, Hữu Thuyết thư - Tòng ngũ phẩm
- Hàn lâm viện Thị thư - Chánh lục phẩm
- Hàn lâm viện Đãi chế - Tòng lục phẩm
- Hàn lâm viện Hiệu lý - Chánh thất phẩm
- Hàn lâm viện Hiệu thảo - Tòng thất phẩm
- Quốc sử Tu soạn - Chánh bát phẩm - lưu ý - chức Tu soạn giờ thuộc Quốc sử viện
- Chủ thư lệnh sử - thường chưa vào hạng được phẩm
- Nội lệnh sử - thường chưa vào hạng được phẩm

Theo bảng phẩm trật trên, các chức dưới đây là những chức thay đổi / xoa bỏ hoặc chưa có từ thời Hồng Đức (1470)
- Hàn lâm viện Đãi chiếu - có từ thời Hồng Đức, không còn vào thời Bảo Thái
- Hàn lâm viện Kiểm thảo - có từ thời Hồng Đức, không còn vào thời Bảo Thái
- Hàn lâm viện Hiệu thảo (翰林院校討, Hanlin Editing Clerk) - là chức mới tại thời Bảo Thái, có lẽ tương tự chức Kiểm thảo (檢討, Examining Editor) thời Hồng Đức, cũng trật Tòng thất phẩm - giữ việc kiểm thảo các văn thư
- Hàn lâm viện Tu soạn - thời Bảo Thái trở thành Quốc sử tu soạn
- Chủ thư lệnh sử / Nội lệnh sử - chắc vẫn là chức rất thấp, chưa được phẩm

Một điều đáng để ý về phẩm trật thời Bảo Thái là không có chức Hàn lâm viện chưởng viện sự. Chức Hàn lâm viện chưởng viện sự cuối cùng được biết tại Đàng Ngoài là vào năm Vĩnh Thọ 4 (1661) thời Lê Thần Tông, khi Hàn lâm thị giảng chưởng Hàn lâm viện sự Dương Trí Trạch về trí sĩ. Không biết từ đây (1661) đến hết thời Trịnh (1789), chức Hàn lâm viện chưởng viện sự còn không.
Ngoài ra, mặc dù thời Bảo Thái có bang phẩm trật chức Hàn lâm viện Thừa chỉ, nhưng từ thời Lê Chiêu Tông (1516) trở về sau đến hết thời Trịnh, không còn thấy sử Việt chép về một Hàn lâm viện thừa chỉ nào nữa, ngoại trừ vào năm Cảnh Hưng 24 (1764) thời chúa Trịnh Doanh, có Bùi Trọng Huyến giữ chức hàn lâm viện thừa chỉ, vì phạm tội, bị bãi chức

##### Trong Đại Việt Sử Ký Toàn Thư

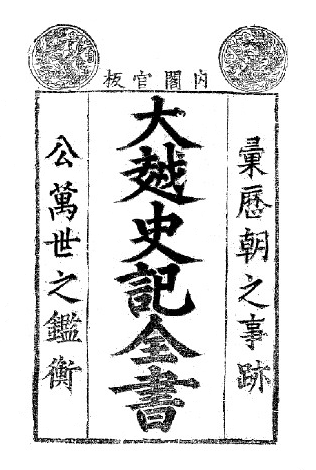
Đại Việt sử ký toàn thư, bản Nội các quan bản

Theo bản dịch tiếng Việt quyển Đại Việt sử ký toàn thư, năm Quang Hưng 18 (1595) thời Lê Thế Tông, có bề tôi cũ của họ Mạc là Hàn lâm học sĩ Nguyễn Thì Dự người huyện Đông Ngàn, dấy quân chiếm giữ huyện. Tuy nhiên, chức Hàn lâm học sĩ đã được bãi bỏ thời Hồng Đức (1470), có lẽ chữ đáng dùng là quan Hàn lâm thời Mạc là Nguyễn Thì Dự. Nếu thật sự nhà Mạc tái lập chức Hàn lâm học sĩ như được viết trong bản chữ Hán, đây là một khám phá thú vị về triều đại đầy tranh cãi này
Năm Đức Long 4 (1632) thời chúa Trịnh Tráng, triều đình gia thăng Lễ bộ thượng thư kiêm Hàn lâm viện thị độc chưởng Hàn lâm viện sự, Đông các học sĩ, quốc lão tham dự triều chính, Thiếu uý Lan quận công Nguyễn Thực làm thái bảo
Năm Vĩnh Thọ 4 (1661) thời chúa Trịnh Tạc, gia phong Hộ bộ thượng thư kiêm Hàn lâm viện thị giảng chưởng Hàn lâm viện sự Thiếu bảo Bạt quận công Dương Trí Trạch làm Lại bộ thượng thư quốc lão thái bảo cho về trí sĩ
Năm Cảnh Trị 3 (1665) thời chúa Trịnh Tạc, lấy Hàn lâm viện thị giảng Đặng Công Chất làm Công bộ hữu thị lang, Vũ Công Bình, Ngô Sách Dụ làm Hàn lâm viện hiệu thảo
Năm Cảnh Trị 6 (1668) thời chúa Trịnh Tạc, cho Quốc tử giám tư nghiệp Tuy lộc bá Nguyễn Quang Nhạc thăng Hàn lâm viện thị độc, về trí sĩ
Năm Long Đức 3 (1734) thời chúa Trịnh Giang, sai Hàn lâm viện thị giảng học sĩ, và Lý Học Dụ. Binh khoa cấp sự trung, sang sách phong và dụ bảo việc ban lễ tế Dụ Tông
Năm Cảnh Hưng 36 (1775) thời chúa Trịnh Sâm, khởi phục Ngô Thì Sĩ giữ chức hiệu lý trong viện Hàn lâm

#### Tại Đàng Trong
Tại Đàng Ngoài, Hàn lâm viện dường như được tổ chức tương tự thời Hồng Đức (1470). Thời này tương tự thời Hồng Đức, tiếp tục không đặt chức Học sĩ. Hàn lâm viện thời này có lẽ chỉ một hoặc vài quan.
Những năm đầu từ khi tách rời khỏi Đàng Ngoài vào năm 1558, các chúa Nguyễn tránh tiếng tiếm quyền vua nên không lập Hàn lâm viện, lập chức Văn chức là chức thay mặt cả cơ quan Hàn lâm viện tại Đàng Trong. Năm Hoằng Định 19 hoặc Vĩnh Tộ nguyên niên (1619), có Nguyễn Hữu Dật, 16 tuổi, vì có văn học được bổ làm văn chức. Thời này, Văn chức là cơ quan lẫn tên chức duy nhất tương tự Hàn lâm viện tại Đàng Trong.
Năm Cảnh Hưng 5 (1744) thời chúa Võ Vương Nguyễn Phúc Khoát, đổi văn chức làm Hàn lâm viện
Bắt đầu từ đây đến hết thời Nguyễn Gia Long (1820), chức Hàn lâm viện (cũng là tên cơ quan Hàn lâm viện) là tên chức chung đặt cho các quan khi được sung vào Hàn lâm viện, không có chức nào khác trong Hàn lâm viện. Sau này thời Nguyễn Gia long, chức Hàn lâm viện (cũng là tên cơ quan Hàn lâm viện) vẫn là tên chức chung đặt cho các quan khi được sung vào Hàn lâm viện cho đến khi bổ một chức vụ khác trong Hàn lâm viện như Hàn lâm viện thị giảng hoặc được bổ thẳng vào chức Hàn lâm chế cáo không qua chức Hàn lâm viện.
- Lưu ý thời Hồng Đức về sau, tức cả các chức trong Hàn lâm viện đều có mỹ từ Hàn lâm viện gắn với tên chức như Hàn lâm viện thị giảng, nhưng không hề có chức Hàn lâm viện. Đến thời chúa Nguyễn, có chức Hàn lâm viện và không thêm chức nào trong Hàn lâm viện nữa.

##### Trong Đại Việt Sử Ký Toàn Thư
Năm Cảnh Hưng 7 (1746) thời chúa Võ Vương Nguyễn Phúc Khoát, lấy Nguyễn Quang Tiền làm Hàn lâm viện. Dùng Hàn lâm viện Nguyễn Quang Tiền làm Ký lục dinh Quảng Nam
Năm Cảnh Hưng 28 (1767) thời chúa Định Vương Nguyễn Phúc Thuần, lấy Hàn lâm viện thị giảng Trần Phước Thành làm Ký lục
Năm Cảnh Hưng 33 (1772) thời chúa Định Vương Nguyễn Phúc Thuần, lấy Hàn lâm viện Trần Đình Hiến (con Trần Đình Hý) làm Ký lục dinh Quảng Nam

### Thời Tây Sơn
Triều Tây Sơn là một triều đại ngắn, nhưng đầy oai hùng trong lịch sử Việt Nam với những trận đánh thần kỳ dẹp Thanh đuổi Xiêm. Nhưng tương tự triều Mạc, tổ chức hành chính thời Tây Sơn không được chép lại hoặc biết đến trong chính sử Việt. Phần lớn các quan văn thời Tây Sơn là các quan thời Lê Trung Hưng như Ngô Thì Sĩ, Phan Huy Ích. Trong hơn 20 năm liên tục chinh chiến, nhà Tây Sơn tổ chức được 1 khoa thi Hương năm 1789.
Theo Đại Nam liệt truyện, quan chế thời Tây Sơn không thể xét được, sách dẫn Dã sử tạp lý, suy đoán triều Tây Sơn có viện Hàn lâm và các cơ quan trung ương khác
Theo bài nghiên cứu này từ Viện sử học Việt nam, từ những dữ liệu Viện sử học đã thu thập được và từ các sách hoặc bài viết khác về triều Tây Sơn, quan chế Lục bộ, sảnh, viện, v.v đã được lập thời này, trong đó có Hàn lâm viện với các Hàn lâm trực học sĩ như Ngô Vi Quỹ, Đoàn Nguyễn Tuấn, Ninh Tốn, Nguyễn Thế Lịch, Nguyễn Công, Nguyễn Thiện, Phan Tố Định, Bùi Dương Lịch. Tuy nhiên, bài viết chưa đưa ra các bằng chứng nghiên cứu như văn từ, sách sử để minh chứng cho việc nhận định triều Tây Sơn đã thành lập hoàn chỉnh một tổ chức chính quyền trung ương với đủ các Lục bộ, sảnh, viện, v.v.
Theo Khâm Định Việt sử thông giám cương mục, năm 1788, Nguyễn Huệ dùng Nguyễn Du và Nguyễn Bá Lan làm Hàn lâm trực học sĩ, để ở lại cùng làm việc với Ngô Văn Sở.

### Thời Nguyễn
Triều Nguyễn là triều đại quân chủ cuối cùng tại Việt Nam và cũng là triều đại có đầy đủ dữ liệu nhất về các chức quan và phẩm trật. Phần lớn các sách viết về triều Nguyễn đều lấy thời Minh Mạng (1820-1840) làm cột chuẩn vì thời này, quan chế và phẩm trật trong triều đình được cải tổ và chỉnh đốn rất hoàn chỉnh. Quan chế này đã được áp dụng đến cuối triều Nguyễn vào giai đoạn 1940-1945 sau này.

#### Biên chế

##### Trước năm 1804
Trong thời nội chiến Tây Sơn - chúa Nguyễn (1787-1802), tại miền Nam Việt Nam, chúa Nguyễn Ánh cải tổ quan chế Hàn lâm viện được lập năm 1744 thời chúa Võ Vương Nguyễn Phúc Khoát. Thời này như các thời trước, không có hàm Học sĩ trong Hàn lâm viện. Không rõ phẩm trật. Các chức tại Hàn lâm viện từ cao đến thấp được biết đến như sau:
- Hàn lâm viện Viện trưởng (翰林院院長, Chancellor of the Hanlin Academy):[80]
  - Là chức quan đứng đầu điều hành Hàn lâm viện. Chức Hàn lâm viện Viện trưởng không có trong các triều đại Trung Hoa, chỉ có từ thời chúa Nguyễn Ánh đến năm Minh Mạng 2 (1821). Năm 1821 thời Minh Mạng, chức được đổi tên thành Hàn lâm viện Chưởng viện học sĩ (翰林院掌院學士, Chancellor of the Hanlin Academy), theo tên chức được lập vào thời Thanh[13] Chức Hàn lâm viện Viện trưởng được biết sớm nhất vào năm 1795, khi chúa lệnh cho Viện trưởng Thị thư viện Hoàng Kim Cơ làm Viện trưởng Hàn lâm viện[73]
- Hàn lâm viện Thị giảng (翰林院侍講, Halin Expositor-in-waiting)
  - Thời này, đôi khi Thị giảng (tức Hàn lâm viện Thị giảng) còn được trao chức Đông cung Thị giảng, giảng dạy kinh sách cho Đông cung thái tử. Ví dụ, năm 14 (1793), chúa Nguyễn Ánh cho rằng Đông cung còn trẻ tuổi, muốn được thái phó thái bảo tốt để giúp, bèn dựng nhà Thái học, đặt một Đông cung phụ đạo, 2 thị giảng, 8 Hàn lâm thị học, 6 Quốc tử giám thị học, mỗi ngày hai buổi họp các quan đốc học ở nhà thái học để giảng bàn kinh sử.
- Hàn lâm viện Chế cáo (翰林院制告, Hailin Drafter of Proclamations)[81]:
  - Theo tên chức, đây là chức chuyên soạn thảo chiếu cáo triều đình, là chức quan thường được bổ cho các quan văn hay chữ tốt đã có danh tiếng, được sung vào Hàn lâm viện. Có lẽ chức này mô phỏng hàm Tri chế cáo (知制誥, Participant in the Drafting of Proclamations) đã có từ thời Đường phong cho các Hàn lâm học sĩ có hơn 1 năm kinh nghiệm việc làm tại Hàn lâm viện. Chức được biết đến sớm nhất vào năm thứ 9 (1788) thời chúa Nguyễn Ánh, chúa lấy Phan Như Đăng, Trần Đại Luật, Lê Quang Định, Trịnh Hoài Đức, Ngô Tùng Châu và Hoàng Minh Khánh làm Hàn lâm viện chế cáo, lấy Hàn lâm chế cáo Nguyễn Đăng Ngạn làm Chánh đốc học Quốc Tử Giám, Tiến sĩ đời Lê là Nguyễn Du làm Phó đốc học. Du vì già yếu xin từ.
- Hàn lâm viện Thị thư (翰林院侍書, Hailin Calligrapher-in-Waiting):
  - Chức được biết đến sớm nhất vào năm Gia Long nguyên niên (1802) thời Gia Long, vua lấy Thị thư viện phụng chỉ là Trương Minh Thành làm Hàn lâm viện thị thư phụng chỉ kiêm Thượng bảo khanh, bọn Thị thư phụng chỉ Trần Đình Trưng, Thị thư Nguyễn Văn Quang, Võ Hữu Hợp, Nguyễn Văn Châu, Nguyễn Văn Huyền làm Hàn lâm viện thừa chỉ, Thị thư Trần Văn Tính, Trần Viết Bình, Lê Văn Phú, Lê Văn Đồng, Nguyễn Côn Định, Nguyễn Văn Nhiên, Cao Văn Bích, Phạm Ngọc Phong, Vũ Văn Tân, Nguyễn Quang Kiều, Công Tuấn, Nguyễn Công Viên, Nguyễn Công Nghiễm làm Hàn lâm viện thị thư.
- Hàn lâm viện Thị thư phụng chỉ (翰林院侍書奉旨, Hailin Calligrapher-in-Waiting Recipient of Edicts):
  - Chức được biết đến sớm nhất vào năm Gia Long nguyên niên (1802) thời Gia Long, vua lấy Thị thư viện phụng chỉ là Trương Minh Thành làm Hàn lâm viện thị thư phụng chỉ kiêm Thượng bảo khanh, bọn Thị thư phụng chỉ Trần Đình Trưng, Thị thư Nguyễn Văn Quang, Võ Hữu Hợp, Nguyễn Văn Châu, Nguyễn Văn Huyền làm Hàn lâm viện thừa chỉ, Thị thư Trần Văn Tính, Trần Viết Bình, Lê Văn Phú, Lê Văn Đồng, Nguyễn Côn Định, Nguyễn Văn Nhiên, Cao Văn Bích, Phạm Ngọc Phong, Vũ Văn Tân, Nguyễn Quang Kiều, Công Tuấn, Nguyễn Công Viên, Nguyễn Công Nghiễm làm Hàn lâm viện thị thư.
- Hàn lâm viện (翰林院, Hailin):
  - Cũng như thời chúa Nguyễn, chức Hàn lâm viện (cùng tên với tên cơ quan Hàn lâm viện) là tên chức chung đặt cho các quan khi được sung vào Hàn lâm viện, cho đến khi bổ một chức vụ khác trong Hàn lâm viện như Hàn lâm viện thị giảng. Ví dụ, năm 1788, lấy Lê Xuân Minh, Lê Phước Mão, Hồ Phước Uẩn, Vũ Công Chấn, Hồ Văn Định và Hoàng Văn Đệ sung Hàn lâm viện.[73]

##### Thời 1804 đến 1820
Năm Gia Long 3 (1804), triều đình đặt lại các chức và phẩm trật. Tức cả các chức trong Hàn lâm viện đều có chung trật là Chánh ngũ phẩm. Các chức được liệt kệ như sau:
- Hàn lâm viện Thừa chỉ
- Hàn lâm viện Thị giảng
- Hàn lâm viện Thị độc
- Hàn lâm viện Chế cáo
- Hàn lâm viện Thị thư
- Hàn lâm viện Tu soạn
- Hàn lâm viện

Thời Gia Long, tuy có chức Học sĩ, Trực học sĩ nhưng các chức này không thuộc Hàn lâm viện mà thuộc các viện, điện khác như Thị trung trực học sĩ, Thị trung học sĩ, Trực học sĩ các điện, Học sĩ các điện
Lưu ý, theo Từ điển chức quan Việt Nam, Đỗ Văn Ninh, 2002, chức Cống sĩ viện thuộc Hàn lâm viện tức Hàn lâm viện Cống sĩ viện, trật Tòng lục phẩm. Không hiểu dữ liệu này lấy từ đâu. Trong cuộc cải tổ trên (năm 1804), toàn bộ các chức trong Hàn lâm viện (chức thấp nhất là Hàn lâm viện) đều được bang trật Chánh ngũ phẩm, vì vậy việc chức Cống sĩ viện thuộc Hàn lâm viện lại được bang trật Tòng lục phẩm không giống trật dành cho các chức Hàn lâm viện trên là một việc có lẽ không đúng. Trong Đại Nam thực lục, thời Gia Long, chưa bao giờ chức Cống sĩ viện được gắn thêm với cơ quan Hàn lâm viện (Hàn lâm viện Cống sĩ viện). Chức thấp nhất trong Hàn lâm viện thời này là Hàn lâm viện.
Ngoài ra, vào năm Gia Long 13 (1814), triều đình còn có thêm chức Hàn lâm viện Trực giảng (翰林院直講, Hailin Lecturer). Chức Trực giảng nguyên là chức được đặt ra thời Đường, phụ trách việc giảng dạy, thường triều đình đặt 4 Trực giảng tại Quốc tử giám, chức được xem là thấp hơn chức Phụng chỉ (奉旨) hoặc Trợ giáo (助敎, Instructor). Theo Đại Nam Thực Lục, "năm Gia Long 15 (1816), Hàn lâm viện trực giảng là Phan Đắc Lân, Nguyễn Đăng Tài, Nguyễn Đăng Tuân và Hàn lâm viện Nguyễn Khánh đều sung chức Thị giảng", vậy có thể suy đoán theo cải tổ năm Gia Long 3 (1804) và việc sung chức này, chức Hàn lâm viện Trực giảng năm 1816 có lẽ cùng chung trật Chánh ngũ phẩm như các chức Hàn lâm viện khác. Tuy nhiên trước đó, năm Gia Long 13 (1814), triều đình "lấy Hàn lâm viện trực giảng là Hoàng Kim Hoán làm Thiêm sự Binh bộ, Tri huyện Bồng Sơn là Nguyễn Kim Truy làm Thiêm sự Công bộ". Chức Thiêm sự các bộ thời này theo cải tổ năm Gia Long 3 (1804) là Chánh tứ phẩm. Vậy việc thuyên chuyển này có lẽ là việc thăng chức chăng?

##### Thời Minh Mạng (1820-1840)
Thời Minh Mạng, các cuộc cải tổ quan chế lẫn tổ chức hành chính từ trung ương đến địa phương được thực hành triệt để. Quan chế thời Minh Mạng là quan chế hoàn chỉnh nhất trong các triều đại Việt Nam.

###### Những thay đổi trước cuộc cải tổ 1827
Hàn lâm viện từ năm Minh Mạng nguyên niên (1820) đến trước cuộc cải tổ năm Minh Mạng 8 (1827) đã có những thay đổi như sau:
- Phục hồi chức Hàn lâm viện Học sĩ - năm Minh Mạng nguyên niên (1820), chức Học sĩ lại được phục hồi trong quan chế triều đình sau khi bị bãi bỏ bắt đầu từ thời Hồng Đức năm 1470. Năm này (1820), vua lấy Hàn lâm Thị độc Nguyễn Hựu Bình làm Hàn lâm Thị độc học sĩ. Năm Minh Mạng 1 (1821), lấy Đốc học Kinh Bắc là Nguyễn Tuần Lý làm Hàn lâm viện Thị giảng học sĩ, Đốc học Sơn Nam thượng là Nguyễn Mậu Bách làm Hàn lâm viện Thị độc, Trợ giáo Sơn Tây là Nguyễn Tập làm Đốc học Sơn Nam thượng
- Thêm chức Hàn lâm viện Biên tu - là chức đã có từ thời Minh và trao cho các Trạng nguyên tại các khoa thi Đình, lần đầu tiên được áp dụng tại Việt Nam. Năm Minh Mạng 1 (1821), Quảng Nam gạo đắt. Dinh thần tâu xin lại phát thóc kho bán cho dân. Vua y cho, sai Thiêm sự Hộ bộ Vũ Văn Vượng và Hàn lâm viện Biên tu Lê Bá Tú đến hội bán
- Đổi chức Hàn lâm viện Viện trưởng thành chức Hàn lâm viện Chưởng viện học sĩ (翰林院掌院學士, Chancellor of the Hanlin Academy), cho trật Chánh tam phẩm. Bắt đầu từ đây, chức Chưởng viện viện Hàn lâm là chức có phẩm trật, không còn là một chức Sai khiển (差遣, Duty Assignment) nữa. Việc đổi chức này được biết qua lệnh do vua ban, lấy Ký lục Quảng Bình là Hoàng Kim Hoán làm Hàn lâm viện Chưởng viện học sĩ (trật Chánh tam phẩm). Sai bộ Lễ từ nay có chiếu sắc thì giao hết cho Kim Hoán để chia uỷ cho Hàn lâm vâng soạn
- Thêm chức Hàn lâm viện Điển bạ - năm Minh Mạng 1 (1821), lấy Phan Đắc Hùng làm Hàn lâm viện Điển bạ. Cha Đắc Hùng là Đắc Lân trước làm Hàn lâm Thị giảng, hầu ở Tiềm để, thường khuyên điều hay răn điều dở, vua rất trọng. Đắc Lân đã chết, Thượng bảo Thiếu khanh Nguyễn Cửu Khánh xin xét dùng người con nên có mệnh này
- Thêm chức Hàn lâm viện Đãi chiếu - năm Minh Mệnh thứ 6 (1825), khảo hạch ở nhà Hữu triều đường. Không được một người nào dự hạng ưu. Vua không vui lòng, bảo thị thần rằng: "Trẫm nuôi nấng nhân tài để dùng làm việc nhà nước sau này. Nay 30 người ứng hạch mà không được người nào đáng lấy, bọn ấy còn dùng làm gì được. Muốn truất cả đi". Trịnh Hoài Đức tâu xin lấy 3 người hạng bình bổ làm Hàn lâm viện Đãi chiếu, còn hạng thứ lại cho về Giám học tập, hạng liệt cách đi cho về. Vua nghe theo.
- Bổ chức Hành tẩu phụ giúp Hàn lâm viện. Hành tẩu (行走, Probationary) nguyên là chức được bổ để làm thử trong một viện, ty. Năm Minh Mạng 1 (1821), lấy Sinh đồ ở Hải Dương là Phạm Đình Hổ sung chức Hành tẩu ở Hàn lâm viện. Trước Hổ bị bệnh, triệu chưa đến. Bây giờ đến bái yết, xin theo nghiệp học để thi cho đỗ, để trọn chí của cha.
- Năm Minh Mạng 7 (1826), sau 5 năm làm việc tại Hàn lâm viện, Phạm Đình Hổ giờ với chức Hàn lâm Thừa chỉ, đã đem sách An Nam chí và sách Ô châu cận lục dâng lên. Vua thưởng cho 10 lạng bạc, 5 tấm lụa.

###### Những thay đổi trong cuộc cải tổ 1827
Hàn lâm viện trong cuộc cải tổ tháng 8 năm Minh Mạng 8 (1827) đã có những chuẩn định việc phẩm trật như sau:
- Chánh tam phẩm: Hàn lâm viện Chưởng viện học sĩ, Hàn lâm viện Trực học sĩ, cáo thụ Gia nghị đại phu
- Chánh tứ phẩm: Hàn lâm viện Thị độc học sĩ, cáo thụ Trung thuận đại phu
- Tòng tứ phẩm: Hàn lâm viện Thị giảng học sĩ, cáo thụ Triều liệt đại phu
- Chánh ngũ phẩm: Hàn lâm viện Thị độc, cáo thụ Phụng nghị đại phu
- Tòng ngũ phẩm: Hàn lâm viện Thừa chỉ, Hàn lâm viện Thị giảng, cáo thụ Phụng thành đại phu
- Chánh lục phẩm: không có chức Hàn lâm viện nào[83]
- Tòng lục phẩm: Hàn lâm viện Tu soạn, sắc thụ Văn lâm lang
- Chánh thất phẩm: Hàn lâm viện Biên tu, sắc thụ Trưng sĩ lang
- Tòng thất phẩm: Hàn lâm viện Kiểm thảo, sắc thụ Trưng sĩ tá lang
- Chánh bát phẩm: không có chức Hàn lâm viện nào
- Tòng bát phẩm: Hàn lâm viện Điển bạ, sắc thụ Tu chức tá lang
- Chánh cửu phẩm: không có chức Hàn lâm viện nào
- Tòng cửu phẩm: Hàn lâm viện Đãi chiếu, sắc thụ Đăng sĩ tá lang

Lưu ý, trong cuộc cải tổ này, chức Hàn lâm viện Thừa chỉ, vốn là chức cao nhất trong Hàn lâm viện, giờ là chức hạng trung, dưới Hàn lâm viện Thị độc
Ngoài ra, nếu để ý, ta có thể nhận định từ cuộc cải tổ này, các chức sau trong Hàn lâm viện có từ thời Gia Long đã được bãi bỏ:
- Hàn lâm viện Thị thư
- Hàn lâm viện Chế cáo
- Hàn lâm viện Trực giảng
- Hàn lâm viện

###### Về chức Điển tịch
Lưu ý, trong cuộc cải tổ này, chức Điển tịch không thuộc Hàn lâm viện. Chức điển tịch trong cuộc cải tổ này là chức Quốc tử giám điển tịch, không liên quan đến Hàn lâm viện. Theo Đại Nam thực lục, Nhà xuất bản Giáo dục, 2001, tập 2, Điển tịch là chức thuộc Quốc tử giám. Sách ghi:
"...Minh Mạng nguyên niên (1820), đặt Điển tịch (trật Tòng thất phẩm) và Phó điển tịch (trật Chánh bát phẩm) hiệu Lễ sinh ở Văn Miếu, mỗi chức một người..."
"...Minh Mạng 8 (1827), bắt đầu đặt viên dịch ở Quốc tử giám: Giám thừa 2 người trật Chánh thất phẩm, Điển bạ 2 người trật Tòng bát phẩm, Điển tịch 2 người trật Tòng cửu phẩm, Vị nhập lưu thư lại 10 người..."
Theo dẫn chứng từ Đại Nam thực lục trên, Quốc tử giám có 2 chức là Quốc tử giám Điển bạ và Quốc tử giám Điển tịch. Trong cuộc cải tổ năm Minh Mạng 8 (1827), chức Quốc tử giám Điển bạ được trật Tòng bát phẩm như chức Hàn lâm viện Điển bạ. Còn chức Quốc tử giám Điển tịch có trật là Tòng cửu phẩm như chức Hàn lâm viện Đãi chiếu. Tuy nhiên, trong bản dịch tiếng Việt Đại Nam thực lục, Nhà xuất bản Giáo dục, 2001, tập 2, khi liệt kệ các chức trong cuộc cải tổ năm Minh Mạng 8 (1827), chức Quốc tử giám Điển tịch đã bị mất đi chữ tịch, nên câu lại trở thành Tòng cửu phẩm: Hàn lâm viện Đãi chiếu, Quốc tử giám điển, Thái y viện ngoại khoa y sinh, gây nên sự ngộ nhận khi tra cứu.
Hàn lâm viện Điển tịch là một trong số những quan viên tham gia vào việc chép bộ sử Đại Nam thực lục. Vì vậy, chức Điển tịch thật sự thuộc Hàn lâm viện nhưng chức được phong là chức Hàn lâm viện từ thời nào sau cuộc cải tổ này thì vẫn chưa rõ.

###### Những thay đổi sau cuộc cải tổ 1827
- Năm Minh Mạng 11 (1830), đặt thêm chức Hàn lâm viện Cung phụng, trật Tòng cửu phẩm
- Năm Minh Mạng 13 (1832), vua sai đổi bổ chức hàm Hàn lâm viện sung làm Hành tẩu ở Nội các
- Năm Minh Mạng 13 (1832), kiêm quản Hàn lâm viện là Nguyễn Khoa Minh, tâu nói: "Các thuộc viên ở Hàn lâm viện như Điển bạ, Đãi chiếu, vân vân, là hàm chức Bát, Cửu phẩm, từ trước đến giờ, đều có tên đăng vào bản "Tấn thân lục", nay xin chiểu theo lệ thư lại các nha, rút bỏ đi !". Vua bảo: "Hàn lâm là chức quan thanh yếu, bát cửu phẩm dẫu nhỏ, nhưng cũng là để trừ bị dùng to, phẩm giá có phân biệt với thư lại các nha khác. Nên cứ để như cũ là phải".
- Năm Minh Mạng 14 (1833), vua sai quan ở Quốc tử giám kén chọn giám sinh lấy 10 người văn học giỏi giang, giao Lại bộ, Lễ bộ hội lại xét hạch, chia từng hạng, làm danh sách, tâu lên. Hạng "ưu" thì cho chức Hàn lâm viện Điển bạ, hạng "bình" thì cho chức Hàn lâm viện Đãi chiếu, hạng "thứ" thì cho theo học tập ở nhà Giám. Trong đó có hai người hạng "liệt", bị tước bỏ tên trong sổ Giám sinh. Giám thần bị phạt
- Năm Minh Mạng 14 (1833), vua ban lệnh "Nội các là một cơ yếu, phải đặc cách chọn lấy những bề tôi chầu hầu tuỳ tùng ở bên nhà vua khiến cho ra vào gần gụi để phòng khi cần hỏi han. Những người sung vào chức đó thì lấy ở hàng quan Tam, Tứ phẩm trong các bộ các viện, còn các thuộc viên thì lấy những người có chức hàm trong viện Hàn lâm sung vào, cấp bậc thì ở dưới Lục bộ. Phàm những sắc, chiếu, sớ tấu, sách vở, ghi chép, hoặc xem xét giấy tờ, đều thuộc toà Nội các cả; những viên chức đó đều tuỳ theo công việc nặng nhẹ, nhiều ít, chước lượng mà chia ra từng tào để cho có chuyên trách"

##### Thời Thiệu Trị (1841-1847)
- Năm Thiệu Trị nguyên niên (1841), lệ bổ thụ tiến sĩ, phó bảng:[84]
  - Tiến sĩ đệ nhị giáp - sơ thụ Hàn lâm viện Tu soạn
  - Tiến sĩ đệ tam giáp - sơ thụ Hàn lâm viện Biên tu
  - Phó bảng - sơ thụ Hàn lâm viện Kiểm thảo
- Năm Thiệu Trị 3 (1843), bắt đầu đặt chức Hàn lâm viện Trước tác (翰林院著作, Editorial Proofreader), trật Chánh lục phẩm, ở dưới Chủ sự Lục bộ và trên Chủ sự các nha
- Năm Thiệu Trị 4 (1844), định lại lệ bổ thụ tiến sĩ, phó bảng:
  - Đệ nhị giáp, đệ tam giáp xuất thân: sơ thụ hàn lâm, viên nào bổ đi làm việc ở các nha môn được một năm, nếu hơi quen việc chính trị, có tài giỏi, làm việc mẫn cán, thực xuất sắc thì đến kỳ đợi Chỉ.

##### Thời Tự Đức (1847 - 1883)

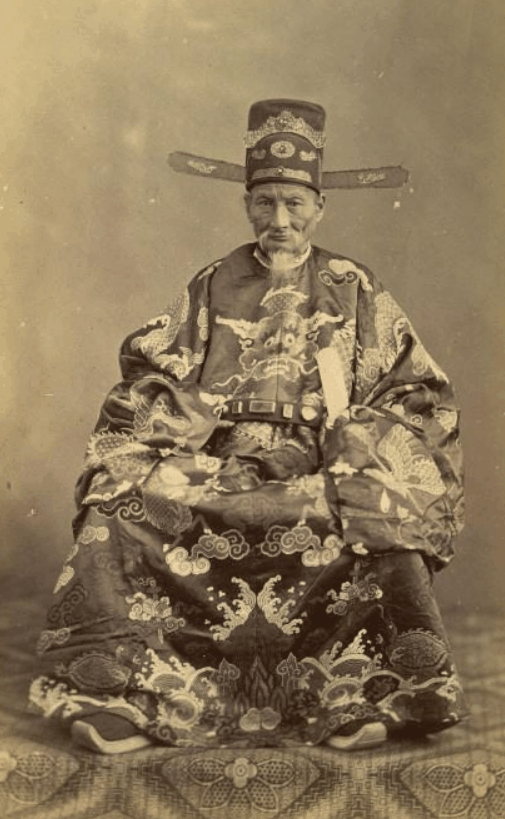
Phan Thanh Giản, một trong các tổng tài của bộ Đại Nam thực lục

Thời này, tuy không thay đổi về việc thêm hoặc bãi bỏ chức tại Hàn lâm viện, nhưng lệnh bổ tiến sĩ trong những khoa thi cử vào Hàn lâm viện được thay đổi nhiều lần.
Lưu ý, nhiều bài viết, sách vở ghi chép thời Tự Đức các lệnh bổ những tiến sĩ vào trong các chức Thị độc, Thị giảng, v.v. là đồng nghĩa với việc bổ vào chức Hàn lâm viện Thị độc hoặc Hàn lâm viện Thừa chỉ, v,v. Việc nhận định này không đúng hoàn toàn. Các chức trên từ Thị độc học sĩ đến chức Kiểm thảo hoặc thấp hơn không chỉ được lập tại Hàn lâm viện mà còn ở những viện học thuật hoặc văn phòng khác như Tập hiền viện. Vì vậy, thời này, khi triều đình bổ một vị tiến sĩ hàm Thị độc, không có nghĩa là vị tiến sĩ ấy thụ hàm Hàn lâm viện Thị độc, mà có thể vị tiến sĩ với chức này sẽ được triều đình xem xét rồi bổ vào các cơ quan theo yêu cầu, trong đó có thể có Hàn lâm viện.
Theo Đại Nam Thực Lục, thời Tự Đức, có 2 lần thay đổi lớn về lệnh bổ vào Hàn lâm viện cho các tiến sĩ như sau:

###### Thời Tự Đức 18 (1865)[85]
Định rõ lại lệ bổ quan cho những cử nhân trúng các kỳ thi khoa cử
- Đình Nguyên được thụ hàm Thị độc, đợi khi có chỉ dụ kén dùng
- Bảng Nhãn được thụ hàm Thừa chỉ, đợi khi có chỉ dụ kén dùng
- Thám Hoa được thụ hàm Trước tác, tức thì bổ ngay Tri phủ
- Hoàng Giáp được thụ hàm Tu soạn, đầy 1 năm cho đi Tri phủ
- Đệ tam giáp tiến sĩ xuất thân được thụ hàm Biên tu, đầy 1 năm thăng bổ Chủ sự, cho đi thự Tri phủ, lại đầy 1 năm nữa được thục thụ
- Phó bảng được thụ hàm Kiểm thảo, đầy 1 năm Tri huyện, thự đồng Tri phủ, hoặc thự đồng Tri phủ lĩnh huyện đừng đầu trong tỉnh, lại đầy năm nữa được thực thụ

Định rõ lại lệ cho các tôn sinh trúng các kỳ thi khoa cử (khi đậu, được thụ hàm 1 trật cao hơn so với các cử nhân đậu cùng hạng)
- Tôn sinh trúng Đình Nguyên được thụ hàm Thị giảng học sĩ
- Tôn sinh trúng Bảng Nhãn được thụ hàm Thị độc
- Tôn sinh trúng Thám Hoa được thụ hàm Thừa chỉ
- Tôn sinh trúng Hoàng Giáp được thụ hàm Trước tác, tức thì bổ tri phủ
- Tôn sinh trúng tam giáp được thụ hàm giống như cử nhân trúng nhị giáp tức thụ hàm Tu soạn, đầy 1 năm cho đi tri phủ
- Tôn sinh trúng Phó bảng được thụ hàm giống như cử nhân trúng tam giáp tức thụ hàm Biên tu, đầy 1 năm thăng bổ Chủ sự, cho đi thự tri phủ, lại đầy 1 năm nữa được thực thụ

Đĩnh rõ lại lệ cho các Giáo thụ và các quan có trật chánh, tòng thất phẩm trúng các kỳ thi khoa cử
- Trúng nhất giáp, theo cách bổ của tôn sinh. Ví dụ Đình Nguyên được thụ hàm Thị giảng học sĩ
- Trúng nhị giáp cùng với cử nhân trúng nhất giáp đệ tam danh giống nhau, tức được thụ hàm Trước tác, tức thì bổ ngay Tri phủ
- Trúng tam giáp cùng với cử nhân trúng nhị giáp giống nhau, tức được thụ hàm Tu soạn, đầy 1 năm cho đi Tri phủ
- Trúng phó bảng, thăng thụ hàm Tu soạn, đầy 1 năm bổ đồng tri phủ. Việc này đồng nghĩa với Phó bảng được thụ hàm Tu soạn như Tam Giáp, e có điều không đúng? Nếu đúng theo thông lệ, đáng lẽ chức Phó bảng nên được thụ hàm của cử nhân trúng tam giáp tức chức Biên tu (dưới chức Tu soạn), đầy 1 năm được bổ Chủ sự

Đĩnh rõ lại lệ cho các Huấn đạo và các quan có trật chánh, tòng bát phẩm trở xuống trúng các kỳ thi khoa cử
- Dùng lệ cử nhân trúng các kỳ thi khoa cử

Những lệ này được ghi trong Đại Nam thực lục, Nhà xuất bản Giáo dục, 2001, quyển 7 như sau:
Định rõ lại lệ bổ quan cho những viên tiến sĩ và phó bảng. (Cử nhân, giám sinh mà trúng nhất giáp, đệ nhất danh, [tức Đình nguyên] bắt đầu thụ hàm thị độc; đệ nhị danh [tức bảng nhãn], bắt đầu thụ hàm thừa chỉ, đợi Chỉ kén dùng; đệ tam danh [tức thám hoa] bắt đầu thụ hàm trước tác, lập tức bổ ngay tri phủ. Trúng nhị giáp, bắt đầu thụ hàm tu soạn, đầy 1 năm cho đi tri phủ. Trúng tam giáp, bắt đầu thụ hàm biên tu, đầy 1 năm thăng bổ chủ sự, cho đi thự tri phủ, lại đầy 1 năm nữa được thực thụ. Trúng phó bảng, thụ hàm kiểm thảo, đầy 1 năm thăng tri huyện, thự đồng tri phủ, hoặc thự đồng tri phủ lĩnh huyện đứng đầu trong tỉnh, lại đầy năm nữa được thực thụ.
- ấm sinh cùng với cử nhân, giám sinh giống nhau.
- Tôn sinh trúng nhất giáp đệ nhất danh, bắt đầu thụ hàm thị giảng học sĩ; trúng đệ nhị danh, bắt đầu thụ hàm thị độc; trúng đệ tam danh, bắt đầu thụ hàm thừa chỉ. Trúng nhị giáp, bổ thụ hàm trước tác, tức thì bổ tri phủ. Trúng tam giáp, cùng với cử nhân trúng nhị giáp giống nhau. Trúng phó bảng cùng với cử nhân trúng tam giáp giống nhau.
- Giáo thụ cùng với chánh, tòng thất phẩm, trúng nhất giáp, cùng với tôn sinh giống nhau. Trúng nhị giáp cùng với cử nhân trúng nhất giáp đệ tam danh giống nhau. Trúng tam giáp cùng với cử nhân trúng nhị giáp giống nhau. Trúng phó bảng, thăng thụ hàm tu soạn, đầy 1 năm bổ đồng tri phủ.
- Huấn đạo cùng chánh, tòng bát phẩm trở xuống trúng nhất giáp, nhị giáp, tam giáp, phó bảng, cùng với cử nhân, giám sinh dự trúng giống nhau).

###### Thời Tự Đức 30 (1877)[85]
Thời này, vua lệnh thăng thêm 1 trật cho các tôn sinh, công tử trúng các kỳ thi khoa cử. Ví dụ, trước đây khi tôn sinh trúng Đình Nguyên được thụ hàm Thị giảng học sĩ, thì bắt đầu từ đây, tôn sinh trúng Đình Nguyên được thụ hàm Thị độc học sĩ, cao hơn chức Thị giảng học sĩ một trật.
Những lệ này được ghi trong Đại Nam thực lục, Nhà xuất bản Giáo dục, 2001, quyển 8 như sau:
Tháng 2, định lại lệ công tử và tôn sinh thi đỗ bổ quan. Dụ rằng: Nhà nước dùng khoa mục để lấy nhân tài, tuỳ thứ bậc mà cho phẩm hàm, tuy con của hoàng thân, vương công, cũng bắt phải học sách cổ rồi mới ra làm quan, mong cho không hư phụ giáo dục, công tử, tôn sinh thi đỗ bổ quan, chiểu theo lệ định (tôn sinh thi đỗ tú tài sơ thụ chánh bát phẩm, công tử sơ thụ kiểm thảo; tôn sinh đỗ cử nhân sơ thụ kiểm thảo, công tử sơ thụ biên tu; tôn sinh đỗ phó bảng sơ thụ biên tu, công tử sơ thụ tu soạn; tôn sinh đỗ tam giáp đồng tiến sĩ sơ thụ tu soạn, công tử sơ thụ trước tác; tôn sinh đỗ nhị giáp tiến sĩ sơ thụ trước tác, công tử sơ thụ thị giảng; đỗ nhất giáp thì: công tử đặc cách bổ dụng, tôn sinh thì tên thứ 3 sơ thụ thừa chỉ, tên thứ 2 sơ thụ thị độc, tên thứ nhất sơ thụ thị giảng học sĩ) đã ngụ ý khuyến khích, nhưng gần đây ít chăm nghiệp học, phần nhiều say đắm vui chơi, nếu không cổ vũ, thì không chịu cố gắng. Nay chiểu nghị trước đều cho lên một trật, để biết triều đình hậu đãi, tiến đức tu nghiệp, được thành tài nhiều là điều rất mong của trẫm.

##### Thời Pháp thuộc (1885 - 1945)
Từ đây đến hết năm 1945, triều Nguyễn, triều đại quân chủ cuối cùng tại Việt Nam, chỉ còn điều hành Trung Kỳ dưới sự bảo hộ của chính quyền thuộc Pháp. Hàn lâm viện vẫn tiếp tục việc soạn thảo văn kiện triều đình và phụ giúp việc biên soạn quốc sử, thực lục, điển lệ. Tại Bắc Việt, chính quyền thuộc Pháp lập Hàn lâm viện Bắc Kỳ (Académie Tonkinoise) năm 1886 nhưng bãi bỏ viện này sau khi thống sứ Bắc kỳ là Paul Bert qua đời vào cuối năm 1886.

###### Chấm dứt
Năm Bảo Đại 20 (1945), hoàng đế triều Nguyễn là Bảo Đại tuyên bố thoái vị, chấm dứt chế độ quân chủ tại Việt Nam. Hàn lâm viện cũng được bãi bỏ sau hơn cả ngàn năm được trọng vọng trong các triều đại Việt Nam.

## Cống hiến
Là cơ quan với các học sĩ có trình độ học vấn cao nhất trải qua các triều đại, Hàn lâm viện đã để lại những cống hiến to lớn trong văn học, nghệ thuật trong các triều đại quân chủ Á Đông. Những chiếu lệnh ra quân oai hùng, các áng văn lịch sử vàng son đều phần lớn có sự giúp đỡ gián tiếp hoặc được trực tiếp soạn thảo bởi các học sĩ Hàn lâm viện.
Tại Trung Quốc, những nhà thơ, văn, chính trị gia nổi tiếng đều phần lớn đã từng phụ trách các công việc trong Hàn lâm viện. Những tên tuổi của các vị học sĩ thời Đường như Lý Bạch, Bạch Cư Dị, Âu Dương Tu đã để lại cho đời những bài thơ Đường bất hủ.
Tại Việt Nam, Nguyễn Trãi, vị đại thần triều Lê sơ, sau cuộc chiến thắng của người Việt trong cuộc kháng chiến chống Minh năm 1428, đã soạn thảo bài cáo Bình Ngô Đại Cáo oai hùng, với những câu mở đầu đầy tự hào mà người Việt Nam nào cũng đã từng ít nhất một lần trong đời đọc qua "Từng nghe: Việc nhân nghĩa cốt ở yên dân, Quân điếu phạt trước lo trừ bạo, Như nước Đại Việt ta từ trước, Vốn xưng nền văn hiến đã lâu...".
Trong công việc biên soạn quốc sử, thực lục, Hàn lâm viện cũng đã để lại những bộ sử đồ sộ mà cho đến nay, các bộ sử này vẫn còn giá trị trong việc nghiên cứu về kinh tế và xã hội xưa. Tại Trung Quốc, Hàn lâm viện đã cống hiến những bách khoa toàn thư như Vĩnh Lạc đại điển, Tứ khố toàn thư. Tại Việt Nam, Hàn lâm viện và sau này cùng với cơ quan Quốc sử quán, đã cống hiến những bộ sử rất giá trị như Đại Việt sử ký toàn thư, Lịch triều hiến chương loại chí, Đại Nam thực lục, Khâm Định Đại Nam hội điển sự lệ, Đồng Khánh dư địa chí, v.v.

## Các học sĩ Hàn lâm viện nổi tiếng

### Trong các triều đại Trung Quốc
- Lý Bạch (701-762)
- Bạch Cư Dị (772-846)
- Âu Dương Tu (1007-1072)
- Thẩm Hoạt (1031-1095)
- Trương Trạch Đoan (1085=1145)
- Triệu Mạnh Phủ (1254-1322)
- Tăng Quốc Phiên (1811-1872)
- Ông Đồng Hòa (1830-1904)
- Thái Nguyên Bồi (1868-1940)

### Trong các triều đại Việt Nam
- Mạc Hiển Tích (1060-?)
- Lê Văn Hưu (1230-1322)
- Trương Hán Siêu (?-1354)
- Hồ Tông Thốc (?-?)
- Nguyễn Phi Khanh (1355-1428)
- Nguyễn Trãi (1380-1442)
- Thân Nhân Trung (1419-1499)
- Lương Thế Vinh (1441-1496)
- Lương Đắc Bằng (1472-1522)
- Nguyễn Hữu Dật (1603-1681)[89]
- Đặng Công Chất (1622-1683)
- Ngô Thì Sĩ (1726-1780)
- Lê Quý Đôn (1726-1784)
- Trần Danh Án (1754-1794)
- Phan Huy Ích (1751-1822)
- Lê Quang Định (1759-1813)
- Trịnh Hoài Đức (1765-1825)
- Ngô Tùng Châu (?-1801)
- Phạm Đình Hổ (1768-1839)
- Phan Huy Chú (1782-1840)
- Trương Đăng Quế (1793-1865)
- Phan Thanh Giản (1796-1867)
- Trần Tiễn Thành (1813-1883)
- Nguyễn Hữu Độ (1813-1888)
- Nguyễn Khuyến (1835-1909)
- Nguyễn Trọng Hợp (1834-1902)
- Cao Xuân Dục (1843-1923) [90]

## Nhận định
- Theo Ngô Định, tên gọi "viện Hàn lâm" trong tiếng Việt chính là từ "hàn lâm viện" mà ra.[1] Tại Việt Nam thời Pháp thuộc người ta đã lấy tên gọi của "Hàn lâm viện" để dịch từ tiếng Pháp "académie". Vì không nghĩ ra được từ gì mới để dịch và thấy rằng académie của Tây cũng giống như hàn lâm viện của An Nam đều là nơi có nhiều người có học vấn cao nên người ta đã dịch "académie" sang tiếng Việt là "hàn lâm viện".[2]